# Liste der Straßen in Essen-Rüttenscheid
Die Liste der Straßen in Essen-Rüttenscheid beschreibt das Straßensystem im Essener Stadtteil Rüttenscheid mit den entsprechenden historischen Bezügen.

## Einführung und Überblick
In Rüttenscheid leben heute 30099 Einwohner (30. September 2022) auf einer Fläche von 4,53 Quadratkilometern. In Rüttenscheid gibt es die Postleitzahlen 45130, 45131, 45133, 45136 und 45147.
Die Bauerschaft Rüttenscheid war eine politische Gemeinde, die zur Bürgermeisterei Altenessen gehörte. Nachdem die Bürgermeisterei Altenessen 1874 geteilt wurde, gehörte Rüttenscheid zur nun neuen Bürgermeisterei Stoppenberg. 1884 schlossen sich Rellinghausen, Heisingen und Rüttenscheid zur Bürgermeisterei Rellinghausen zusammen. Zwischen 1900 und der Eingemeindung zur Stadt Essen 1905 war Rüttenscheid eine eigenständige Bürgermeisterei mit dem einzigen Bürgermeister Friedrich Wilhelm Hild (1870–1908).
Als Folge der Industrialisierung und der damit einhergehenden Einwanderung von Arbeitern für die boomende Bergbau- und Stahlindustrie wurde die Bebauung der Gemeinde Rüttenscheid zum Ende des 19. Jahrhunderts immer dichter und unübersichtlicher. Anstatt der einst häuserweisen Nummerierung ging man auf die straßenweise Nummerierung über, wozu viele Straßen erstmals eine Benennung erhielten. Am 5. Juni 1895 legte man anhand eines Straßenplans diese Nummerierung fest und fasste dabei den Beschluss, die Straßen rechts (westlich) der damaligen Kettwiger Chaussee, der heutigen Rüttenscheider Straße, mit männlichen, und links (östlich) der Chaussee mit weiblichen Vornamen zu versehen. Dabei wurden die Namen von Norden her in alphabetischer Reihenfolge vergeben und die Straßen am 6. September 1897 amtlich umbenannt. Infolge der Eingemeindung zur Stadt Essen 1905 wurde das umstrittene Benennungssystem, das zu wenig auf örtliche Gegebenheiten einging, mehrfach unterbrochen, da auch andere Teile Essens bereits Straßenbenennungen nach Vornamen besaßen. Dennoch wird auch heute noch bei Neubaumaßnahmen an die Tradition angeknüpft, wie anhand der Roswithastraße und des Helgawegs belegt.
Die Grenzen Rüttenscheids sind wie folgt gebildet:
 Im Norden bilden die Kahrstraße, die Witteringstraße und die Rellinghauser Straße die Grenze zum Südviertel; im Osten die Sabinastraße und die Birkenstraße die Grenze zu Huttrop; im Süden die Bundesautobahn 52, die Heinrich-Held-Straße, die Wiedfeldtstraße, die Einigkeitstraße, die Straße Nelkengarten und erneut die A52 die Grenzen zu Bergerhausen, Stadtwald und Bredeney; im Westen die Westgrenze des Grugaparks und der Külshammerweg, der Radweg auf der ehemaligen Bahnstrecke, die Virchowstraße, die Krawehlstraße, die Brunostraße, die Albrechtstraße und die Straße Demrathkamp zur Margarethenhöhe und zu Holsterhausen.
In Rüttenscheid gibt es 147 benannte Verkehrsflächen, darunter sieben Plätze.
 Folgende Straßen befinden sich dabei nur teilweise im Stadtteil:
 Alfredstraße, Brunostraße, Goethestraße, Isenbergstraße, Kahrstraße, Langenbeckstraße, Lührmannstraße, Lührmannwald, Norbertstraße, Richard-Wagner-Straße, Rüttenscheider Straße, Schönleinstraße, Virchowstraße, Wiedfeldtstraße, Wittekindstraße, Wittenbergstraße, Witteringstraße
Durch den Stadtteil Rüttenscheid verlaufen:
- die Bundesautobahn  mit den Anschlussstellen Essen-Rüttenscheid und Essen-Süd,
- die Bundesstraße  auf der Alfredstraße vom Südviertel nach Bredeney,
- die Landesstraße L 20 von Holsterhausen über den Haumannplatz, die Martinstraße, die Franziskastraße, die Müller-Breslau-Straße, die Eleonorastraße weiter nach Huttrop, und
- die Landesstraße L 176 auf der Noberstraße weiter nach Bredeney und Margarethenhöhe.

## Liste der Straßen
Die nachfolgende Tabelle gibt eine Übersicht über die Straßen und Wege im Stadtteil mit entsprechenden Informationen.
- Name: aktuelle Bezeichnung der Straße.
- Länge/Maße in Metern:
 Die in der Übersicht enthaltenen Längenangaben sind gerundete Übersichtswerte, die in Google Earth mit dem dortigen Maßstab ermittelt wurden. Sie dienen Vergleichszwecken und werden, sofern amtliche Werte bekannt sind, ausgetauscht und gesondert gekennzeichnet.
 Bei Plätzen sind die Maße in der Form a × b angegeben.
 Der Zusatz (im Stadtteil) gibt an, dass die Länge die des Straßenabschnitts innerhalb des Stadtkerns ist, sofern die Straße in benachbarte Stadtteile weitergeführt wird.
 Der Zusatz (ohne Stichstraßen) gibt bei verzweigten Straßen die Länge der „Hauptstraße“ an.
 Der Zusatz (alle Straßenabschnitte zusammen) gibt an, dass die Straße so verwinkelt ist, dass keine „Hauptstraße“ besteht. Stattdessen wird die Länge aller Straßenabschnitte zusammengezählt.
- Herleitung: Ursprung oder Bezug des Namens
- Datum: amtliche Erstbenennung
- Bemerkungen: zusätzliche Informationen
- Bild: Foto der Straße oder eines anliegenden Objekts

| Name                    | Länge/Maße (in Metern)                | Herleitung | Datum der Benennung | Bemerkungen | Bild                                            |
| ----------------------- | ------------------------------------- | --- | ------------------- | --- | ----------------------------------------------- |
| Adolfstraße             | 100                                   | Adolf, männlicher Vorname                                                                                              | 6. Sep. 1897        | Die Benennung nach einem Vornamen erfolgte durch den in der Einleitung genannten Beschluss von 1895. Die Adolfstraße verbindet die Krahwehlstraße mit der Kahrstraße. |                                                 |
| Agnesstraße             | 110                                   | Agnes von Rom, Märtyrin, geweihte Jungfrau und Heilige                                                                 | 26. Nov. 1909       | Die Agnesstraße verbindet die Müller-Breslau-Straße mit der Rellinghauser Straße. |                                                 |
| Albrechtstraße          | 200                                   | Albrecht, männlicher Vorname                                                                                           | 6. Sep. 1897        | Die Benennung nach einem Vornamen erfolgte durch den in der Einleitung genannten Beschluss von 1895. Die Albrechtstraße verbindet die Brunostraße mit der Straße Demrathkamp und bildet auf ganzer Länge die Grenze zu Holsterhausen. |                                                 |
| Alexanderstraße         | 190                                   | Alexander, männlicher Vorname                                                                                          | 6. Sep. 1897        | Die Benennung nach einem Vornamen erfolgte durch den in der Einleitung genannten Beschluss von 1895. Die Alexanderstraße verbindet die Brunostraße mit der Straße Demrathkamp. |                                                 |
| Alfredstraße            | 2050 (im Stadtteil)                   | Alfred Krupp, Industrieller                                                                                            | 6. Sep. 1897        | Die Alfredstraße war ursprünglich der Feldweg, den Alfred Krupp, der in Essen hoch zu Pferd bekannt war, zwischen seinem Wohnsitz auf der Villa Hügel und seiner Krupp-Gussstahlfabrik beritt. Unter wesentlicher Beteiligung der Firma Krupp wurde die Alfredstraße ausgebaut. Die Alfredstraße, die seit 1949 Teil der Bundesstraße 224 ist, führt ab der Grenze zum Südviertel im Norden Rüttenscheids nach Süden durch den Stadtteil und weiter nach Bredeney. |                                                 |
| Alfried-Krupp-Straße    | 670                                   | Alfried Krupp von Bohlen und Halbach, Industrieller                                                                    | 21. Dez. 1978       | Die Alfried-Krupp-Straße wurde zwischen Gummertstraße und Manfredstraße auf der vom ehemaligen Bahnhof Rüttenscheid zur Zeche Langenbrahm abzweigenden Bahnstrecke angelegt. Die Alfried-Krupp-Straße verbindet die Manfredstraße mit der Wittekindstraße und bildet von Beginn an die Zufahrt zum 1977 bis 1980 errichteten Alfried Krupp Krankenhaus. | Alfried Krupp Krankenhaus, Alfried-Krupp-Straße |
| Almastraße              | 95                                    | Alma, weiblicher Vorname                                                                                               | 6. Sep. 1897        | Die Benennung nach einem Vornamen erfolgte durch den in der Einleitung genannten Beschluss von 1895. Die Almastraße verbindet die Annastraße mit der Witteringstraße. |                                                 |
| Am Grugapark            | 230                                   | Lage am Grugapark | 1. Dez. 2009        | Die Straße Am Grugapark bildet eine nordwestliche Stichstraße der Norbertstraße und damit eine Zufahrt zum Grugabad und der dort im ehemaligen Schwimmbad-Restaurant ansässigen Kindertagesstätte des Kinderschutzbundes. |                                                 |
| Am Rüttenscheider Stern | 90                                    | Lage am Rüttenscheider Stern                                                                                           | 25. Apr. 1962       | Die Stichstraße östlich der Alfredstraße erhielt ihren Namen aufgrund der nahen Lage am Platz Rüttenscheider Stern. |                                                 |
| Angelikastraße          | 85                                    | Angelika, weiblicher Vorname                                                                                           | 16. Dez. 1970       | Die Angelikastraße hieß ursprünglich Laurastraße und wurde nach dem in der Einleitung genannten Beschluss von 1895 nach dem weiblichen Vornamen Laura benannt. Nach der Eingemeindung von Burgaltendorf zur Stadt Essen 1970 musste die Straße umbenannt werden, da es dort bereits eine Laurastraße gab, deren Name erhalten bleiben sollte. Mit der Neubenennung in Angelikastraße blieb man der Tradition der Benennung nach weiblichen Vornamen treu. Die Angelikastraße verbindet die Corneliastraße mit der Von-Einem-Straße. |                                                 |
| Annastraße              | 470                                   | Anna, weiblicher Vorname                                                                                               | 6. Sep. 1897        | Die Benennung nach einem Vornamen erfolgte durch den in der Einleitung genannten Beschluss von 1895. Die Annastraße verbindet die Cäcilienstraße mit der Rüttenscheider Straße. |                                                 |
| Bertholdstraße          | 160                                   | Berthold, männlicher Vorname                                                                                           | 6. Sep. 1897        | Die Benennung nach einem Vornamen erfolgte durch den in der Einleitung genannten Beschluss von 1895. Die Bertholdstraße verbindet die Alfredstraße mit der Rüttenscheider Straße. |                                                 |
| Birkenstraße            | 380                                   | Birke, Laubbaum | 16. Sep. 1910       | Die zuvor Bachstraße genannte Birkenstraße zweigt östlich der Witteringstraße ab und bildet ab der Ulmenstraße (in Stadtwald) eine Sackgasse. Die Birkenstraße bildet einen Teil der Stadtteilgrenze zu Essen-Stadtwald. |                                                 |
| Brassertstraße          | 270                                   | Hermann Brassert, preußischer Jurist und Berghauptmann                                                                 | 5. Aug. 1936        | Ursprünglich hieß die Brassertstraße Clementinenstraße. Die Brassertstraße verbindet die Dorotheenstraße mit der Franziskastraße. |                                                 |
| Brigittastraße          |                                       | Brigitta, weiblicher Vorname                                                                                           | 26. Jan. 1906       | Die Brigittastraße hieß ursprünglich Barbarastraße und wurde nach dem in der Einleitung genannten Beschluss von 1895 nach dem weiblichen Vornamen Barbara benannt. Mit der Neubenennung in Brigittastraße blieb man der Tradition der Benennung nach weiblichen Vornamen treu. Die Brigittastraße führt von der Witteringstraße in südlicher Richtung über die Klarastraße bis zur Paulinenstraße. |                                                 |
| Brüsseler Platz         | 140 × 50                              | Brüssel, Hauptstadt des Königreichs Belgien                                                                            | 26. Aug. 2008       | Der der südliche Straßenzug des heutigen Brüsseler Platzes hieß zuvor Brüsseler Straße und trägt seit 2008 den Namen des Platzes. Der Brüsseler Platz liegt zwischen der Noberstraße, der Luxemburger Straße und der Messeallee. |                                                 |
| Brunostraße             | 130 (im Stadtteil)                    | Bruno, männlicher Vorname                                                                                              | 6. Sep. 1897        | Die Benennung nach einem Vornamen erfolgte durch den in der Einleitung genannten Beschluss von 1895. Die Brunostraße führt von der Krawehlstraße zur Albrechtstraße und weiter nach Holsterhausen. |                                                 |
| Büscherstraße           | 190                                   | Franz Christoph Büscher, Oberjustizrat und Präsident am Landgericht Essen                                              | 4. Apr. 1913        | Die Büscherstraße hieß ursprünglich Weyerstraße. Sie wurde an dem Tage nach Büscher umbenannt, an dem das zwischen 1908 und 1913 durch seine Initiative errichtete Justizgebäude eingeweiht wurde. Im Zweiten Weltkrieg zerstört, wurde das Gerichtsgebäude zwischen 1950 und 1956 in modernem Stil neuerrichtet. Der nach dem Kriege originalgetreu wiederaufgebaute Ostflügel steht seit 2005 unter Denkmalschutz. Die Büscherstraße verläuft vom Haumannplatz zur Schönleinstraße. |                                                 |
| Cäcilienstraße          | 180                                   | Cäcilie, weiblicher Vorname                                                                                            | 6. Sep. 1897        | Die Benennung nach einem Vornamen erfolgte durch den in der Einleitung genannten Beschluss von 1895. Die Cäcilienstraße verbindet die Witteringstraße mit der Friederikenstraße. |                                                 |
| Cäsarstraße             | 270                                   | Cäsar, weiblicher Vorname                                                                                              | 9. Jan. 1899        | Die Benennung nach einem Vornamen folgte dem in der Einleitung genannten Beschluss von 1895. Die Cäsarstraße verbindet die Alfredstraße mit der Kortumstraße. |                                                 |
| Christinenstraße        | 90                                    | Christine, weiblicher Vorname                                                                                          | 22. März 1899       | Die Benennung nach einem Vornamen folgte dem in der Einleitung genannten Beschluss von 1895. Die Christinenstraße verbindet die Brassertstraße mit der Hedwigstraße. |                                                 |
| Christophstraße         | 160                                   | Christoph, männlicher Vorname                                                                                          | 6. Sep. 1897        | Die Benennung nach einem Vornamen erfolgte durch den in der Einleitung genannten Beschluss von 1895. Die Christophstraße, die zuvor Clemensstraße hieß, verbindet die Alfredstraße mit der Rüttenscheider Straße. |                                                 |
| Corneliastraße          | 170                                   | Cornelia, weiblicher Vorname                                                                                           | 22. März 1899       | Die Benennung nach einem Vornamen folgte dem in der Einleitung genannten Beschluss von 1895. Die Corneliastraße verbindet Vöcklinghauser Straße mit der Isenbergstraße |                                                 |
| Dagobertstraße          | 150                                   | Dagobert, männlicher Vorname                                                                                           | 16. Sep. 1910       | Die Benennung nach einem Vornamen folgte dem in der Einleitung genannten Beschluss von 1895. Die Dagobertstraße verbindet in einem Winkel die Christophstraße mit der Alfredstraße. |                                                 |
| Demrathkamp             | 260                                   | Demrath, Familien- und Flurname                                                                                        | 20. Nov. 1937       | Von der Familie Demrath war Jakob Demrath 1662 Kirchenmeister und Gemeindevorsteher in Essen. Johann Heinrich Demrath und seine Ehefrau Henrica Catharine geborene Merkers wurden 1741 mit der Fastelabendshove behandigt. Der 15 Morgen große Demrathkamp war 1828 im Besitz des Ackerwirths Friedrich Plenker. 1832 erwarben die Eheleute Kreisgeometer Heyden dieses Land. Die Straße Demrathkamp, die zuvor Bernhardstraße hieß, verbindet die Kahrstraße mit der Krawehlstraße, wobei sie zwischen der Kahrstraße und der Albrechtstraße die Grenze zu Holsterhausen bildet. |                                                 |
| Dohmanns Kamp           | 130                                   | Dohmann, Familien- und Flurname                                                                                        | 20. Nov. 1937       | In einer Flurkarte aus dem Jahre 1821 wird der Dohmanns Kamp genannt, der wohl auf den Familiennamen Dohmann zurückgeht. Die Straße Dohmanns Kamp, die zuvor Charlottenstraße hieß, verbindet die Annastraße mit der Klarastraße. |                                                 |
| Dorotheenstraße         | 280                                   | Dorothea, weiblicher Vorname                                                                                           | 6. Sep. 1897        | Die Benennung nach einem Vornamen folgte dem in der Einleitung genannten Beschluss von 1895. Die Dorotheenstraße verbindet die Julienstraße mit der Rüttenscheider Straße. |                                                 |
| Eduard-Lucas-Straße     | 420                                   | Eduard Lucas, Pomologe des 19. Jahrhunderts                                                                            | 20. Nov. 1937       | Die Eduard-Lucas-Straße, die zuvor Wolfgangstraße hieß, verbindet die Norbertstraße mit der Moritzstraße. |                                                 |
| Eduardstraße            | 160                                   | Eduard, männlicher Vorname                                                                                             | 21. Apr. 1911       | Die Benennung nach einem Vornamen folgte dem in der Einleitung genannten Beschluss von 1895. Die Eduardstraße verbindet in einem Winkel die Martinstraße mit der Alfredstraße. |                                                 |
| Eichenstraße            | 30 (im Stadtteil)                     | Eiche, Laubbaum | 16. Sep. 1910       | Die Eichenstraße, die zuvor Ringstraße hieß, bildet südlich der Bundesautobahn 52 auf einem kurzen Stück die Stadtteilgrenze zu Stadtwald. Sie liegt hier in der Kruppsiedlung Altenhof II. |                                                 |
| Einigkeitstraße         | 210 (im Stadtteil)                    | Einigkeit bei der Vereinigung von Essen und Bredeney                                                                   | 9. Juli 1915        | Die Benennung fand in Erinnerung an die Vereinigung von Essen und Bredeney statt, als zwischen den Beteiligten Einigkeit herrschte. Bredeney wurde 1915 nach Essen eingemeindet, Rüttenscheid bereits zehn Jahre zuvor. Die Einigkeitstraße, die zuvor Königstraße hieß, führt als Grenze zu Bredeney von der Rüttenscheider Straße zur Straße Nelkengarten und westlich weiter nach Bredeney. |                                                 |
| Eleonorastraße          | 480                                   | Eleonora, weiblicher Vorname                                                                                           | 6. Sep. 1897        | Die Benennung nach einem Vornamen erfolgte durch den in der Einleitung genannten Beschluss von 1895. Die Eleonorastraße bildet als Landesstraße L20 die Fortsetzung der Müller-Breslau-Straße und führt bis zur Stadtteilgrenze zu Huttrop, wo sie als Töpferstraße weitergeführt wird. |                                                 |
| Elfriedenstraße         | 320                                   | Elfriede, weiblicher Vorname                                                                                           | 28. Juni 1901       | Die Benennung nach einem Vornamen folgte dem in der Einleitung genannten Beschluss von 1895. Die Elfriedenstraße verbindet die Hedwigstraße mit der Paulinenstraße. |                                                 |
| Emmastraße              | 670                                   | Emma, weiblicher Vorname                                                                                               | 6. Sep. 1897        | Die Benennung nach einem Vornamen erfolgte durch den in der Einleitung genannten Beschluss von 1895. Die Emmastraße verbindet die Rüttenscheider Straße mit der Von-Einem-Straße. |                                                 |
| Ernastraße              | 150                                   | Erna, weiblicher Vorname                                                                                               | 6. Sep. 1897        | Die Benennung nach einem Vornamen erfolgte durch den in der Einleitung genannten Beschluss von 1895. Die Ernastraße verbindet die Witteringstraße mit der Cäcilienstraße. |                                                 |
| Flemingweg              | 200                                   | Fleming, Flurname | 30. Sep. 1935       | In der Landmatrikel von 1668 steht, dass eineinhalb Morgen Land vor dem Fleming zum ehemaligen Witteringhof gehören. 1867 wird in der Mutterrolle erwähnt, dass zum Hofe Groote Ackerland auf dem Fleming gehört. Hier finden sich auch die Schreibweisen Flemming und Im Flämming. Der Flemingweg, der zuvor Teil der heutigen westlich weiterführenden Marthastraße war, verbindet die Richard-Wagner-Straße mit der Johannastraße. |                                                 |
| Florastraße             | 450                                   | Flora, Name einer ehemaligen Gaststätte                                                                                | 20. Nov. 1937       | An der heutigen Ecke Rüttenscheider Straße/Katharinenstraße eröffnete der Wirt Carl Dörrenhaus 1862 eine Schank- und Gastwirtschaft, die sein Sohn Ernst 1907 übernahm. Er gab ihr 1914 den Namen Restaurant zur Flora. Später hieß sie Gaststätte Flora oder nur noch Flora. Die Straßenbahn-Haltestelle bekam daher den gleichen Namen. Im Rahmen einer Umbenennung wurde die Kurtstraße 1937 zur Florastraße. Die Florastraße, die 1897 Karlstraße und 1906 Kurtstraße genannt wurde, verbindet die Norbertstraße mit der Rüttenscheider Straße. | Florastraße                                     |
| Franziskastraße         |                                       | Franziska, weiblicher Vorname                                                                                          | 6. Sep. 1897        | Die Benennung nach einem Vornamen erfolgte durch den in der Einleitung genannten Beschluss von 1895. 1933, zur Zeit des Nationalsozialismus, wurde die Franziskastraße in Franz-Seldte-Straße umbenannt; 1945 erhielt sie ihren ursprünglichen Namen zurück. Die Franziskastraße führt in östlicher Verlängerung der Martinstraße von der Rüttenscheider Straße zur Paulinenstraße, wo sie als Müller-Breslau-Straße weiter nach Osten geht. Sie ist Teil der Landesstraße L20. | Franziskastraße                                 |
| Fridtjof-Nansen-Straße  | 170                                   | Fridtjof Nansen, norwegischer Zoologe, Polarforscher, Diplomat und Friedensnobelpreisträger                            | 12. Feb. 1931       | Die Fridtjof-Nansen-Straße hieß ursprünglich Hubertusstraße und ab 1906 Herbertstraße. Sie verbindet die Alfredstraße mit der Rüttenscheider Straße. |                                                 |
| Friederikenstraße       | 250                                   | Friederike, weiblicher Vorname                                                                                         | 6. Sep. 1897        | Die Benennung nach einem Vornamen erfolgte durch den in der Einleitung genannten Beschluss von 1895. Die Friederikenstraße verbindet die Cäcilienstraße mit der Witteringstraße. |                                                 |
| Girardetstraße          | 570                                   | Wilhelm Girardet, Buchbinder, Buchdrucker, Verleger und Unternehmer                                                    | 3. Juni 1965        | Die Girardetstraße, die ursprünglich Gertrudenstraße und ab 1906 Gerswidastraße hieß, verbindet die Veronikastraße mit der Rüttenscheider Straße. Sie liegt nördlich am Girardet-Haus, dem ehemaligen Druckereibetrieb. | Girardethaus an der Girardetstraße              |
| Giselastraße            | 110                                   | Gisela, weiblicher Vorname                                                                                             | 1. Mai 1908         | Die Benennung nach einem Vornamen erfolgte durch den in der Einleitung genannten Beschluss von 1895. Die Giselastraße verbindet die Gudulastraße mit der Girardetstraße. |                                                 |
| Goethestraße            | 480 (im Stadtteil)                    | Johann Wolfgang von Goethe, Dichter                                                                                    | 25. Mai 1906        | Die Goethestraße verbindet die Zweigertstraße mit der Kahrstraße und verläuft dort weiter ins Südviertel, wo sie bereits seit 1898 existiert. |                                                 |
| Gregorstraße            | 160                                   | Gregor, männlicher Vorname                                                                                             | 26. Jan. 1906       | Die Benennung nach einem Vornamen erfolgte durch den in der Einleitung genannten Beschluss von 1895. Die Gregorstraße, die zuvor Gustavstraße hieß, verbindet die Alfredstraße mit der Rüttenscheider Straße. |                                                 |
| Grugaplatz              | 550                                   | Grugapark | 15. Juli 1954       | Mit Grugaplatz, der zwischen 1991 und 1999 Rudolf-von-Bennigsen-Foerder-Platz hieß, wird die Erschließungs-Straße bezeichnet, die von der Norbertstraße vor die Grugahalle zum Parkplatz und weiter unter der Alfredstraße hindurch führt. Dazu gehört auch die weitere Verbindungsstraße zur Rüttenscheider Straße. | Grugahalle und Grugaplatz                       |
| Gudulastraße            | 210                                   | Gudula, weiblicher Vorname                                                                                             | 1. Aug. 1908        | Die Benennung nach einem Vornamen erfolgte durch den in der Einleitung genannten Beschluss von 1895. Die Gudulastraße, die zuvor Antoniastraße hieß, verbindet die Kunigundastraße mit der Franziskastraße. |                                                 |
| Gummertstraße           | 280                                   | Ludwig Arnold Gummert, Mediziner und Stadtverordneter                                                                  | 7. Jan. 1932        | Ludwig Arnold Gummert wurde am 28. Mai 1864 als Sohn eines Sattlers in Hattingen geboren. Nach dem Besuch der Gymnasien in Bochum, Liegnitz und Paderborn studierte er Medizin an den Universitäten in Tübingen, Straßburg und Berlin. Das medizinische Staatsexamen und die Promotion zum Dr.-med. erfolgten 1891 in Tübingen. Von 1885 bis 1891 war Gummert als Einjährig-Freiwilliger bei einem Dragoner-Regiment in Ludwigsburg. 1910 wurde er als Stabsarzt aus dem Militärdienst entlassen. Zwischen 1891 und 1894 war er als Assistenzarzt an Frauenkliniken in Tübingen, Berlin und Erfurt tätig und kam danach nach Essen. 1909 war er hier bei den Städtischen Krankenanstalten, dem heutigen Universitätsklinikum, angestellt. 1913 war er Gründer des städtischen Wöchnerinnenheims und der Frauenklinik, deren Chefarzt er bis zu seinem Ausscheiden 1931 war. 1911 empfahl er den Industriellen Krupps das Arnoldhaus für Wöchnerinnen in Rüttenscheid zu gründen, das er bis zu seinem Ruhestand leitete. Zusätzlich war von 1909 bis zu seinem Tode neben weiteren Ämtern Stadtverordneter der Stadt Essen. Beim Eintritt in den Ruhestand wurde die Idastraße nach Gummert umbenannt, in Anerkennung seiner langjährigen erfolgreichen Tätigkeit am Arnoldhaus. Gummert starb am 30. Juli 1930 in Essen. Er wurde auf dem Friedhof Bredeney beigesetzt. Die Gummertstraße führt von der Rüttenscheider Straße über die Ursulastraße und endet danach als Sackgasse vor dem Alfried Krupp Krankenhaus. Bis in die 1950er Jahre führte sie östlich weiter über die heutige Alfried-Krupp-Straße hinweg bis zur Wittekindstraße. |                                                 |
| Gußmannplatz            | 100 × 40                              | Wilhelm Gußmann, sogenannter Kruppscher Beamter                                                                        | 14. Okt. 1935       | Wilhelm Gußmann wurde am 11. Mai 1839 in Sindelfingen geboren. Er war Geheimer Finanzrat und 1878 Prokurist. Von 1888 bis 1896 war er Direktor der Friedrich Krupp AG. Gußmann machte sich um die kruppsche Siedlung Altenhof I verdient, in der der Gußmannplatz liegt. Er starb am 14. Februar 1906 in Freiburg im Breisgau. Der Gußmannplatz, der zuvor auch Josephinenstraße und Gußmannstraße hieß, verbindet die Rüttenscheider Straße mit der Ursulastraße. |                                                 |
| Gustav-Streich-Straße   | 670 (alle Straßenabschnitte zusammen) | Gustav Streich, Kommunalpolitiker                                                                                      | 27. Apr. 1995       | Gustav Streich wurde am 11. November 1906 in Gerdauen (Ostpreußen) geboren und wurde zunächst Schriftsetzer. 1924 kam er nach Essen und trat dem freigewerkschaftlichen Verband der Buchdrucker Deutschlands bei. Er trat 1929 in die SPD ein und schloss sich der Essener Arbeiterwohlfahrt an. Bald gehörte er zu den führenden Essener Sozialdemokraten und widersetzte sich dem nationalsozialistischen Regime. Bis 1975 gehörte Streich dem Rat der Stadt Essen an. Zudem gehörte er unter anderem dem Verwaltungsrat der Sparkasse Essen, den Kuratorien des Universitätsklinikums und des Museum Folkwangs sowie den Aufsichtsräten der damaligen Essener Verkehrs-AG und der Messe Essen an. Zudem setzte er sich mit ein bei der Einrichtung der Alten Synagoge als Forschungs- und Gedenkstätte ein. Streich starb am 25. März 1994 in Essen. Die Gustav-Streich-Straße zweigt von der Langenbrahmstraße ab und erschließt mit mehreren Straßenzügen ein Wohngebiet südlich der Bundesautobahn 52. |                                                 |
| Hans-Luther-Allee       | 390                                   | Hans Luther, Politiker, Reichskanzler und Essener Oberbürgermeister                                                    | 13. Juni 1966       | Die Hans-Luther-Allee, die zuvor Teil der Zweigertstraße war und auch Hans-Luther-Straße hieß, verbindet die Pelmannstraße mit dem Haumannplatz. |                                                 |
| Haumannplatz            | 370 × 65                              | Haumann, Hofname | 9. Juni 1908        | Der Haumannhof war ein Lehngut, das zur Abtei Werden gehörte. Es wird 1477 in einer Urkunde mit Hawen bezeichnet. In der Landmatrikel von 1668 wird Dietherich Hauman als Aufsitzer des 55 Morgen großen Hofs genannt. Der Ganze Bauer Haumann wird 1795 genannt. In der Mutterrolle von 1867 ist Johann Theodor Barkhoff genannt Haumann als Eigentümer des Hofs erwähnt. Seine Tochter Franziska in Münster erbte den Hof und verkaufte ihn 1895 an die Stadt Essen. Der Haumannplatz verbindet die Alfredstraße mit der Zweigertstraße. |                                                 |
| Hedwigstraße            | 200                                   | Hedwig, meist weiblicher Vorname                                                                                       | 6. Sep. 1897        | Die Benennung nach einem Vornamen erfolgte durch den in der Einleitung genannten Beschluss von 1895. Die Hedwigstraße verbindet die Emmastraße mit der Rosastraße. | Hedwigstraße                                    |
| Heinrich-Held-Straße    | 480 (ohne Stichstraßen)               | Heinrich Held, evangelischer Theologe                                                                                  | 27. Apr. 1989       | Die Heinrich-Held-Straße zweigt nordöstlich der Wiedfeldtstraße ab und endet in mehreren Stichstraßen. Sie bildet im westlichen Teil die Stadtteilgrenze zu Stadtwald. |                                                 |
| Hektorstraße            | 250                                   | Hektor, männlicher Vorname                                                                                             | 26. Jan. 1906       | Die Benennung nach einem Vornamen folgte dem in der Einleitung genannten Beschluss von 1895. Die Hektorstraße, die zuvor Hermannstraße hieß, verbindet die Fridtjof-Nansen-Straße mit der Florastraße. |                                                 |
| Helgaweg                | 90                                    | Helga, weiblicher Vorname                                                                                              | 10. Apr. 2007       | Die Benennung nach einem Vornamen erfolgte in Anlehnung an den in der Einleitung genannten Beschluss von 1895, der zum Zeitpunkt der Benennung bereits vor mehr als hundert Jahren gefasst wurde. Der Helgaweg ist eine Stichstraße der Henri-Dunant-Straße. |                                                 |
| Henri-Dunant-Straße     | 650                                   | Henry Dunant, Schweizer Geschäftsmann und Humanist                                                                     | 7. Sep. 1960        | Die Henri-Dunant-Straße zweigt in nordöstlicher Richtung von der Wittenbergstraße ab und endet in einer Sackgasse. |                                                 |
| Herthastraße            | 230                                   | Hertha, weiblicher Vorname                                                                                             | 6. Sep. 1897        | Die Benennung nach einem Vornamen erfolgte durch den in der Einleitung genannten Beschluss von 1895. Die Herthastraße führt beginnt an der Rüttenscheider Straße, quert die Ursulastraße und endet in einer Sackgasse. |                                                 |
| Heymannplatz            | 75 × 30                               | Heymann, Hofname | 26. Nov. 1909       | Der Heymannhof wird erstmals in Urkunden aus den Jahren 1563 und 1582 genannt. Demnach gehörte er zur einstigen Siechenhaus-Vikarie, siehe auch Siechenkapelle (Rüttenscheid). 1609 schloss Johann Heimanß uf der Heiden zu Ruddenschede mit seiner Mutter einen Vergleich über deren Altersversorgung. Johanns Witwe, die in den Beckmannshof in Rüttenscheid einheiratete und noch unmündige Kinder hatte, verpachtete 1630 mit Zustimmung des Vikars Mittweg ihren Hof uf der Heiden an Alef Happekoten und seiner Ehefrau Else auf zehn Jahre. 1712 schlossen der Witwer Friedrich Heimann und Margarethe in der Hörsten einen Heiratskontrakt mit Zustimmung des Kanonikus Arnold Wilhelm Tutman, der Pachtherr war. 1795 wird der ganze Bauer Heymann genannt, Vicarius Mittweg war Grundherr der Siechenhaus-Vikarie. 1866 wird der Besitzer Heinrich Heymann als Leibgewinner der Siechenhaus-Vikarie genannt. Sein Sohn Wilhelm erwarb den Hof 1881. 1906 veräußerte dessen Tochter Wilhelmine Höneberg geborene Heimann den Hof an den Landwirt Hugo Pottböhmer. Aufgrund fehlender Wirtschaftsgrundlage baute dieser den Hof zu einer Gaststätte um. Der zuvor Christinenplatz genannte Heymannplatz liegt zwischen der Christinenstraße und der Kordulastraße. |                                                 |
| Hildegardstraße         | 270                                   | Hildegard, weiblicher Vorname                                                                                          | 26. Jan. 1906       | Die Benennung nach einem Vornamen erfolgte durch den in der Einleitung genannten Beschluss von 1895. Die zuvor Helenenstraße genannte Hildegardstraße verbindet die Von-Seeckt-Straße mit der Rellinghauser Straße. |                                                 |
| Hundackerweg            | 100                                   | Heinrich Hundacker, sogenannter Kruppscher Beamter                                                                     | 14. Okt. 1935       | Heinrich Hundacker wurde am 10. 1827 in Essen geboren und starb am 6. November 1906 ebenda. Er war zwischen 1855 und 1895 Meister bei der Friedrich Krupp AG. Der Hundackerweg liegt in der Kruppsiedlung Altenhof I | Haus am Hundackerweg                            |
| Isabellastraße          | 230                                   | Isabella, weiblicher Vorname                                                                                           | 26. Jan. 1906       | Die Benennung nach einem Vornamen erfolgte durch den in der Einleitung genannten Beschluss von 1895. Die Isabellastraße verbindet den Rüttenscheider Platz mit der Brigittastraße. |                                                 |
| Isenbergstraße          | 660 (im Stadtteil)                    | Isenberg, Bauerschaft                                                                                                  | 26. Jan. 1906       | Die Bauerschaft Isenberg ist identisch mit der späteren Bauerschaft Heide, dort, wo heute der Stadtteil Stadtwald liegt. Die Grafen der Isenburg bei Hattingen waren Essener Stiftsvögte. So spielte die Isenburg beim Kampf um die Essener Vogtei eine wichtige Rolle. Die Isenbergstraße verläuft von der Müller-Breslau-Straße nach Norden bis zur Wittenbergstraße, wo sie weiter ins Südviertel führt, wo sie bereits seit 1901 diesen Namen trägt. |                                                 |
| Johannastraße           | 400                                   | Johanna, weiblicher Vorname                                                                                            | 6. Sep. 1897        | Die Benennung nach einem Vornamen erfolgte durch den in der Einleitung genannten Beschluss von 1895. Die Johannastraße verbindet die Karolinenstraße mit der Rellinghauser Straße. |                                                 |
| Josephinenstraße        | 230                                   | Johanna, weiblicher Vorname                                                                                            | 1. Feb. 1907        | Die Benennung nach einem Vornamen erfolgte durch den in der Einleitung genannten Beschluss von 1895. Die Josephinenstraße verbindet die Gummertstraße in einem Winkel mit der Rüttenscheider Straße. |                                                 |
| Joseph-Lenné-Straße     | 390                                   | Peter Joseph Lenné, preußischer Landschaftsarchitekt                                                                   | 20. Nov. 1937       | Die Joseph-Lenné-Straße, die zuvor ab 1897 Juliusstraße und ab 1906 Justusstraße hieß, verbindet die Norbertstraße über die Alfredstraße hinweg mit der Rüttenscheider Straße. |                                                 |
| Julienstraße            | 590                                   | Julie, weiblicher Vorname                                                                                              | 6. Sep. 1897        | Die Benennung nach einem Vornamen erfolgte durch den in der Einleitung genannten Beschluss von 1895. Die Julienstraße verbindet die Klarastraße mit der Franziskastraße. Vor 1928 führte sie von der Franziskastraße weiter zur Girardetstraße, der damaligen Gerswidastraße. | Ernst-Moritz-Arndt-Haus, Julienstraße           |
| Kahrstraße              | 420 (im Stadtteil)                    | Kahrgate, Örtlichkeit                                                                                                  | 16. Mai 1902        | In der Mutterrolle von 1827 wird die Kahrgate genannt. So lautete die ursprüngliche Bezeichnung Kargate (Kahrgatt) und Kahrweg. Die Kahrstraße führt als Grenze zum Südviertel von der Rüttenscheider Straße westwärts zur Straße Demrathkamp, von wo sie weiter nach Holsterhausen verläuft. |                                                 |
| Karolinenstraße         | 300                                   | Karoline, weiblicher Vorname                                                                                           | 6. Sep. 1897        | Die Benennung nach einem Vornamen erfolgte durch den in der Einleitung genannten Beschluss von 1895. Ursprünglich hieß der Straßenzug der heutigen Vöcklinghauser Straße Karolinenstraße. Er wurde 1937 zur heutigen Vöcklinghauser Straße umbenannt, womit der Name Karolinenstraße zunächst verschwand. Der Straßenzug der heutigen Karolinenstraße wurde 1939 von den Nationalsozialisten Vom-Rath-Straße genannt, ihr östlicher Teil jedoch zwischen dem 15. Mai 1945 und dem 22. Mai 1946 der Vöcklinghauser Straße angegliedert. Die Karolinenstraße verbindet seit 1946 die Müller-Breslau-Straße mit der Isenbergstraße. |                                                 |
| Katharinenstraße        | 160                                   | Katharina, weiblicher Vorname                                                                                          | 6. Sep. 1897        | Die Benennung nach einem Vornamen erfolgte durch den in der Einleitung genannten Beschluss von 1895. Die Katharinenstraße verbindet die Ursulastraße mit der Rüttenscheider Straße. |                                                 |
| Klarastraße             | 560                                   | Klara, weiblicher Vorname                                                                                              | 6. Sep. 1897        | Die Benennung nach einem Vornamen erfolgte durch den in der Einleitung genannten Beschluss von 1895. Da sie im nördlichen Rüttenscheid liegt, hätte sie nach diesem Beschluss eigentlich mit C geschrieben werden müssen. Die Klarastraße, die zur Zeit des Nationalsozialismus von 1933 bis 1945 in Horst-Wessel-Straße umbenannt war, verbindet die Friederikenstraße mit der Rüttenscheider Straße. |                                                 |
| Köndgenstraße           | 110                                   | Heinrich Otto Köndgen, Vermessungsdirektor                                                                             | 14. Dez. 1966       | Heinrich Otto Köndgen wurde am 25. September 1862 in Düsseldorf geboren. Er war zwischen 1892 und 1927 Vermessungsdirektor der Stadt Essen und unter anderem Leiter des Stadtvermessungsamtes. Zu seinen Verdiensten zählen die Erschließung des Stadtteils Rüttenscheid und der Erwerb des Stadtwalds. Köndgen starb am 13. November 1930 in Essen. Die Köndgenstraße, die zuvor die Namen Kilianstraße und Goldschmidtstraße trug, verbindet die Eduard-Lucas-Straße mit der Alfredstraße. |                                                 |
| Kordulastraße           | 150                                   | Kordula, weiblicher Vorname                                                                                            | 9. Aug. 1927        | Die Benennung nach einem Vornamen erfolgte durch den in der Einleitung genannten Beschluss von 1895. Die Kordulastraße verbindet die Kunigundastraße mit der Girardetstraße. |                                                 |
| Kortumstraße            | 430                                   | Carl Arnold Kortum, Arzt, Schriftsteller und Heimatforscher                                                            | um 1906             | Die Kortumstraße führt vom Haumannplatz in nördlicher Richtung über die Zweigertstraße weiter zur Krawehlstraße. | Altes Gerichtsgebäude, Kortumstraße             |
| Krawehlstraße           | 730                                   | Otto Krawehl, Kaufmann, Ratsherr, Generaldirektor                                                                      | 25. Feb. 1937       | Otto Krawehl wurde am 23. August 1875 als Sohn des Kommerzienrats Georg Krawehl in Aachen-Burtscheid geboren. Er verließ 1894 das Helmholtz-Gymnasium Essen und studierte im Anschluss das Bergfach in Freiburg im Breisgau und an der Bergakademie Berlin. 1905 wurde er Bergassessor. Später wurde er Nachfolger seines Onkels Oskar von Waldthausen und damit Leiter der Arenberg’schen AG für Bergbau und Hüttenbetrieb in Essen, in deren Aufsichtsrat er ein Jahr später als Vorsitzender kam. Nach Verschmelzung mit Rheinstahl war er erneut Aufsichtsratsvorsitzender und saß zudem auch in anderen Aufsichtsräten. 1930 wurde er Alleininhaber der Firma Wilh. & Conrad Waldthausen, Wollhandlung und Bankgeschäft in Essen. Zudem war er unter anderem Vorsitzender des Essener Verkehrsvereins, der Verkehrswacht, der Westfälischen Berggewerkschaftskasse, Kuratoriumsmitglied der Essener Bergschule und dem Haus der Technik und Vorstandsmitglied der Emschergenossenschaft. Ab 1934 war er Ratsherr der Stadt Essen. Otto Krawehl starb am 14. Oktober 1936 in Essen. Die Krawehlstraße, die zuvor Andreasstraße hieß, führt von der Rüttenscheider Straße über die Alfredstraße hinweg und weiter in westlicher Richtung bis zur Virchowstraße. Zwischen Brunostraße und Virchowstraße bildet sie die Grenze zu Holsterhausen. |                                                 |
| Kühlshammerweg          | 690                                   | Kühlshammer, Hof- und Flurname                                                                                         | 1923                | Der Kotten Kühlshammer ist in einem Lehnsverzeichnis des Abtes Adolf von Spiegelberg um 1412 zur Bestimmung des Guts ten Hove erwähnt. In der Landmatrikel von 1668 ist der Aufsitzer Albert Külßhammer und der 13 Morgen große Kotten genannt. Der Kötter und Gerstenmüller Külshammer wird 1795 erwähnt. Die Grundherrschaft lag beim Essener Münster. 1826 war Heinrich Kreuzenbeck genannt Kühlshammer Aufsitzer des rund sieben Morgen großen Kotten. Die Flur wurde ebenfalls mit Külshammer bezeichnet. 1867 war Hermann Heinrich Külshammer Eigentümer, zum Teil als Leibgewinner der Münsterkirche. Der Kühlshammerweg verläuft von der Lührmannstraße nordwärts bis nahe an das Universitätsklinikum Essen. Dabei bildet er auf seiner gesamten Länge die westliche Grenze des Grugaparks und gleichzeitig die Grenze zum Nachbarstadtteil Margarethenhöhe. |                                                 |
| Kunigundastraße         | 240                                   | Kunigunda, weiblicher Vorname                                                                                          | 1. Mai 1908         | Die Benennung nach einem Vornamen erfolgte durch den in der Einleitung genannten Beschluss von 1895. Die Kunigundastraße verbindet die Girardetstraße mit der Christinenstraße. |                                                 |
| Lambertstraße           | 160                                   | Lambert, männlicher Vorname                                                                                            | 9. Juli 1915        | Die Benennung nach einem Vornamen erfolgte durch den in der Einleitung genannten Beschluss von 1895. Die Lambertstraße, die zuvor Leostraße hieß, verbindet die Manfredstraße in einem Bogen mit der Alfredstraße. |                                                 |
| Langenbeckstraße        | 270 (im Stadtteil)                    | Bernhard von Langenbeck, Chirurg und Hochschullehrer                                                                   | 16. Mai 1902        | Die Langenbeckstraße, die zuvor Friedrichstraße hieß, führt von der Cäsarstraße in nördlicher Richtung zur Albrechtstraße, von der an sie weiter nach Holsterhausen verläuft. |                                                 |
| Langenbrahmstraße       | 180                                   | Zeche Langenbrahm, war eine der ältesten Zechen im Ruhrgebiet                                                          | 20. Nov. 1937       | Mit Langenbrahmstraße wurde 1937 die einstige Natalienstraße bezeichnet. Dabei handelte es sich um den südlichen Teil der heutigen Ursulastraße, der nach Nordwesten zur Rüttenscheider Straße abknickt. Die heutige Langenbrahmstraße südlich der Bundesautobahn 52 war bis 1979 Teil der Ursulastraße. Nach baulicher Trennung durch die Autobahn wurde sie am 16. März 1979 zur neuen Langenbrahmstraße, die die Wiedfeldstraße mit der Heinrich-Held-Straße verbindet. |                                                 |
| Liliencronstraße        | 110                                   | Detlev von Liliencron, Lyriker, Prosa- und Bühnenautor                                                                 | 31. März 1955       | Die Liliencronstraße verbindet die Alexanderstraße mit der Kahrstraße. |                                                 |
| Lotharstraße            | 180                                   | Lothar, männlicher Vorname                                                                                             | 26. Jan. 1906       | Die Benennung nach einem Vornamen erfolgte durch den in der Einleitung genannten Beschluss von 1895. Die Lotharstraße, die zuvor Leopoldstraße hieß, verbindet die Lambertstraße mit der Florastraße. |                                                 |
| Lührmannstraße          | 1060 (im Stadtteil)                   | Edmund-Lührmann, Mäzen, Gründer der Edmund-Lührmann-Stiftung                                                           | 7. Juni 1907        | Die Lührmannstraße, die zuvor Paulstraße und später Reinhardstraße hieß, führt von der Norbertstraße nach Westen durch die Messe Essen sowie (eingezäunt) den Grugapark zum Kühlshammerweg und endet in der Margarethenhöhe. |                                                 |
| Lührmannwald            | 160 (im Stadtteil)                    | Edmund Lührmann, Mäzen, Gründer der Edmund-Lührmann-Stiftung                                                           | 31. Aug. 1949       | Die Straße Lührmannwald wurde im Rahmen der ersten Ausstellung nach dem Zweiten Weltkrieg in der Messe Essen, Dach und Fach, angelegt und mit 33 ein- und zweigeschossigen Häusern mit insgesamt 62 Wohnungen schnell, praktisch und zweckmäßig bebaut. Die Straße Lührmannwald führt als Grenze zur Margarethenhöhe von der Lührmannstraße nach Süden, knickt dann nach Westen ab und wird auf der Margarethenhöhe weitergeführt. |                                                 |
| Luxemburger Straße      | 180                                   | Luxemburg (Stadt) | 8. Mai 2001         | Die Luxemburger Straße ist eine Stichstraße von der Messeallee und dem Brüsseler Platz. |                                                 |
| Lydiastraße             | 390                                   | Lydia, weiblicher Vorname                                                                                              | 26. Jan. 1906       | Die Benennung nach einem Vornamen erfolgte durch den in der Einleitung genannten Beschluss von 1895. Die Lydiastraße, die zuvor Luisenstraße hieß, verbindet die Katharinenstraße mit der Rüttenscheider Straße. |                                                 |
| Magdalenenstraße        | 120                                   | Magdalene, weiblicher Vorname                                                                                          | 4. Juni 1909        | Die Benennung nach einem Vornamen erfolgte durch den in der Einleitung genannten Beschluss von 1895. Die Magdalenenstraße verbindet die Rüttenscheider Straße mit der Ursulastraße. |                                                 |
| Manfredstraße           | 390                                   | Manfred, männlicher Vorname                                                                                            | 16. Sep. 1910       | Die Benennung nach einem Vornamen erfolgte durch den in der Einleitung genannten Beschluss von 1895. Die Manfredstraße verbindet die Alfried-Krupp-Straße mit der Alfredstraße. |                                                 |
| Marthastraße            | 130                                   | Martha, weiblicher Vorname                                                                                             | 6. Sep. 1897        | Die Benennung nach einem Vornamen erfolgte durch den in der Einleitung genannten Beschluss von 1895. Die Marthastraße verbindet die Johannastraße mit der Von-Einem-Straße. |                                                 |
| Martinstraße            | 160                                   | Martin, männlicher Vorname                                                                                             | 25. Mai 1906        | Die Benennung nach einem Vornamen erfolgte durch den in der Einleitung genannten Beschluss von 1895. Die Martinstraße, die ursprünglich Damianstraße hieß, verbindet die Rüttenscheider Straße mit der Alfredstraße. Sie ist Teil der Landesstraße L20. |                                                 |
| Mathildenstraße         | 250                                   | Mathilde, weiblicher Vorname                                                                                           | 6. Sep. 1897        | Die Benennung nach einem Vornamen erfolgte durch den in der Einleitung genannten Beschluss von 1895. Die Mathildenstraße verbindet die Isenbergstraße mit der Vöcklinghauser Straße. |                                                 |
| Messeallee              | 400                                   | In Anlehnung an die nahe Messe Essen                                                                                   | 8. Mai 2001         | Die Messeallee verbindet die Norbertstraße mit der Alfredstraße. |                                                 |
| Messeplatz              | 100 × 100                             | Platz vor der Messe Essen                                                                                              | Sep. 2017           | Am Messeplatz befindet sich der Haupteingangsbereich zu den Messehallen sowie die Grugahalle und das Atlantic Congress Hotel Essen. Deren Adresse zählte bis zur Umbenennung in Messeplatz zur Norbertstraße. | Messeplatz                                      |
| Moorenstraße            | 370                                   | Albert Mooren, Augenarzt, Geheimer Medizinalrat und Direktor der städtischen Augenklinik Düsseldorf                    | 7. Dez. 1906        | Die Moorenstraße verbindet die Hans-Luther-Allee mit der Alfredstraße. |                                                 |
| Moritzstraße            | 360                                   | Moritz, männlicher Vorname                                                                                             | 26. Jan. 1906       | Die Benennung nach einem Vornamen erfolgte durch den in der Einleitung genannten Beschluss von 1895. Die Moritzstraße, die zuvor Maxstraße hieß, verbindet die Norbertstraße mit der Alfredstraße. |                                                 |
| Müller-Breslau-Straße   | 890                                   | Heinrich Müller-Breslau (Bauingenieur, 1851), Bauingenieur und Hochschullehrer                                         | 4. Juli 1951        | Die Müller-Breslau-Straße ist die östliche Verlängerung der Franziskastraße und wird selbst im Osten als Eleonorastraße weitergeführt. Sie ist damit Teil der Landesstraße L20. |                                                 |
| Nelkengarten            | 85                                    | Nelke, Pflanzengattung                                                                                                 | 9. Juli 1915        | Die Straße Nelkengarten, die zuvor Grenzstraße hieß, verbindet als Grenze zu Bredeney den Tulpenweg mit der Rüttenscheider Straße. |                                                 |
| Norbertstraße           | 1450 (im Stadtteil)                   | Norbert, männlicher Vorname                                                                                            | 25. Mai 1906        | Die Benennung nach einem Vornamen erfolgte durch den in der Einleitung genannten Beschluss von 1895. Die Norbertstraße, die zuvor Nikolausstraße und kurzzeitig Nicodemusstraße hieß, war ursprünglich Teil eines alten Handelsweges von Essen über Rüttenscheid nach Kettwig. Sie zweigte an der Kreuzung Martinstraße/Rüttenscheider Straße in südwestlicher Richtung, über die heutige Straße Wehmenkamp verlaufend, ab und folgte dem heutigen Verlauf vorbei an den 1913 eröffneten Ausstellungshallen, der heutigen Messe Essen. Zwischen 1926 und 1930 gab es hier den Vergnügungspark Prater. Die Norbertstraße führt von der Alfredstraße an der Messe Essen vorbei zur Bundesautobahn 52, zu der die Anschlussstelle Essen-Rüttenscheid besteht. Als Landesstraße L176 führt sie weiter als Grenze zwischen der Margarethenhöhe und Bredeney bis nach Schuir. | E.On, Norbertstraße                             |
| Odastraße               | 200                                   | Oda, weiblicher Vorname                                                                                                | 30. Mai 1913        | Die Benennung nach einem Vornamen erfolgte durch den in der Einleitung genannten Beschluss von 1895. Die Odastraße verbindet die Paulinenstraße mit der Von-Einem-Straße. | Odastraße                                       |
| Olgastraße              | 80                                    | Olga, weiblicher Vorname                                                                                               | 6. Sep. 1897        | Die Benennung nach einem Vornamen erfolgte durch den in der Einleitung genannten Beschluss von 1895. Die Olgastraße verbindet die Paulinenstraße mit der Brigittastraße. |                                                 |
| Oskarstraße             | 75                                    | Oskar, männlicher Vorname                                                                                              | 26. Mai 1977        | Die Benennung nach einem Vornamen erfolgte durch den in der Einleitung genannten Beschluss von 1895. Die heutige Oskarstraße war bis 26. Mai 1977 Teil der Otmarstraße. Dann wurde diese durch den Bau der Bundesautobahn 52 zerschnitten. Der abgetrennte Teil südlich der Autobahn wurde mit einem neuen Namen versehen. Die Oskarstraße ist eine nördliche Stichstraße der Einigkeitstraße. |                                                 |
| Otmarstraße             | 140                                   | Otmar, männlicher Vorname                                                                                              | 29. Sep. 1908       | Die Benennung nach einem Vornamen erfolgte durch den in der Einleitung genannten Beschluss von 1895. Bis 26. Mai 1977 verband sie die Manfredstraße mit der Einigkeitstraße. Dann wurde sie durch den Bau der Bundesautobahn 52 zerschnitten. Die heutige Otmarstraße ist eine Stichstraße der Manfredstraße nördlich der Autobahn. Der Teil südlich der Autobahn heißt heute Oskarstraße. |                                                 |
| Paulinenstraße          | 800                                   | Pauline, weiblicher Vorname                                                                                            | 6. Sep. 1897        | Die Benennung nach einem Vornamen erfolgte durch den in der Einleitung genannten Beschluss von 1895. In der Zeit des Nationalsozialismus zwischen 1933 und 1945 hieß sie Helfferichstraße. Die Paulinenstraße führt von der Vöcklinghauser Straße in südlicher Richtung zur Veronikastraße. | St. Andreas, Paulinenstraße                     |
| Pelmanstraße            | 600                                   | Carl Pelman, Psychiater                                                                                                | 1. Mai 1908         | Die Pelmanstraße verbindet die Virchowstraße in einem Bogen mit dem Haumannplatz, wobei sie zwischen Virchowstraße und Hans-Luther-Allee die Grenze zu Holsterhausen bildet. |                                                 |
| Philippinenstraße       | 150                                   | Philippine, weiblicher Vorname                                                                                         | 6. Sep. 1897        | Die Benennung nach einem Vornamen erfolgte durch den in der Einleitung genannten Beschluss von 1895. Die Philippinenstraße verbindet die Odastraße mit der Vöcklinghauser Straße. |                                                 |
| Prager Straße           | 75                                    | Prag, tschechische Hauptstadt                                                                                          | 8. Mai 2001         | Die Prager Straße ist eine nördliche Stichstraße der Messeallee. |                                                 |
| Ratsherrnweg            | 210                                   | Bedeutung des Titels Ratsherr vor Ort                                                                                  | 25. Feb. 1937       | Die amtliche Begründung der Benennung von 1937 lautet: „Der Titel Ratsherr ist heute wieder zu einer besonderen Bedeutung gelangt. Im Jahre 1473 starb Engelbert gen. Mock von der nahebei gelegenen Höfegruppe Vöcklinghausen, ein Essener Ratsherr.“ Der Ratsherrnweg verbindet den Flemingweg mit der Karolinenstraße. |                                                 |
| Reginenstraße           | 380                                   | Regine, weiblicher Vorname                                                                                             | 6. Sep. 1897        | Die Benennung nach einem Vornamen erfolgte durch den in der Einleitung genannten Beschluss von 1895. Die Reginenstraße verbindet die Rosastraße mit der Franziskastraße. |                                                 |
| Rellinghauser Straße    | 940 (im Stadtteil)                    | Rellinghausen, ehemalige Bürgermeisterei                                                                               | 6. Sep. 1897        | Die Straße erinnert an die einstige Bürgermeisterei Rellinghausen. Von 1815 bis 1875 gehörte Rellinghausen zur Bürgermeisterei Steele. 1876 wurde die Landbürgermeisterei Rellinghausen aus Rellinghausen, Bergerhausen und Heide gebildet. 1884 kam Rüttenscheid als ehemaliger Teil von Stoppenberg zur Landbürgermeisterei Rellinghausen, schied aber im Jahr 1900 wieder aus dieser aus. 1910 wurde Rellinghausen durch Eingemeindung ein Stadtteil von Essen. Die Rellinghauser Straße führt aus dem Südviertel kommend von der Witteringstraße bis zur Susannastraße und bildet dabei die Grenze zum Südviertel. Im weiteren Verlauf bis zur Eleonorastraße bildet sie die Grenze zu Huttrop und führt weiter nach Bergerhausen und Rellinghausen. |                                                 |
| Renatastraßee           | 380 (im Stadtteil)                    | Renata, weiblicher Vorname                                                                                             | 10. März 1906       | Die Renatastraße verbindet die Reginenstraße mit der Von-Einem-Straße. |                                                 |
| Richard-Wagner-Straße   | 380 (im Stadtteil)                    | Richard Wagner, Komponist, Dramatiker, Dichter, Schriftsteller, Theaterregisseur und Dirigent                          | 27. Mai 1904        | Die Richard-Wagner-Straße führt aus dem Südviertel kommend von der Rellinghauser Straße zur Eleonorastraße. |                                                 |
| Riprechtborn            | 170                                   | Riprecht, Hofname | 25. Feb. 1937       | Riprecht ist nur in der Honigmann’schen Karte als der südlichste der Vöcklinghauser Höfe bezeichnet. Dass auf dem Hofgelände ein Bach entsprang, war der Anlass für die Benennung -born. In der Karte des Geometers Honigmann aus dem Jahr 1803, die zur Straßenbenennung herangezogen wurde, findet sich eine Bezeichnung Riprecht, die hier vermutlich falsch überliefert ist. Nach dem Urkataster von 1826 hieß der Hof Raupert. Das Gut Raupert war ein fürstlich-essendisches Lehngut, mit dem die Jesuitenresidenz beliehen war. Mit ihrer Aufhebung 1773 ging der Hof auf das Kanonichenkapitel und nach der Säkularisation 1803 auf die preußische Domänenverwaltung über. 1775 war der letzte Pächter aus der Stiftszeit Theodor Heymann und Anna Maria geb. Wembgen. Deren Sohn Arnold Heymann gen. Raupert verlor einen Prozess über das Nutzungsrecht und erwarb deshalb 1836 den 95 Morgen großen Hof für 4300 Taler. Wegen Nichterfüllung des Vertrages trat der Bredeneyer Bauer Hermann in den Vertrag ein und stellte dabei einen Bürgen, den Kaufmann Christian Huyssen. Die Straße Riprechtborn verbindet die Karolinenstraße mit dem Flemingweg. |                                                 |
| Rosastraße              | 850                                   | Rosa, weiblicher Vorname                                                                                               | 6. Sep. 1897        | Die Benennung nach einem Vornamen erfolgte durch den in der Einleitung genannten Beschluss von 1895. Die Rosastraße wurde am 1. Februar 1907 in westlicher Richtung an die Rüttenscheider Straße angebunden, später aber nach Norden abknickend an die Klarastraße. Zwischen 1927 und 1945 war die Rosastraße in Kirdorfstraße umbenannt worden. Bis Anfang der 1960er Jahre verlief sie im Osten weiter über die heutige Sylviastraße mit Anschluss an die heutige Sabinastraße. Die Rosastraße führt heute von der Klarastraße zur Isenbergstraße. | Rosastraße                                      |
| Roswithastraße          | 210                                   | Roswitha, weiblicher Vorname                                                                                           | 20. Nov. 2007       | Die Benennung nach einem Vornamen erfolgte in Anlehnung an den in der Einleitung genannten Beschluss von 1895. Die Roswithastraße führt in einem Winkel von der Veronikastraße zur Walpurgisstraße. |                                                 |
| Rüttenscheider Platz    | 85 × 75                               | Rüttenscheid, ehemalige Bauerschaft                                                                                    | 15. Nov. 1907       | Im Eingemeindungsvertrag von 1905 verpflichtete sich die Stadt Essen, innerhalb von drei Jahren einen öffentlichen Platz in Rüttenscheid anzulegen. Nach Erwerb der Grundstücke schrieb die Stadt 1906 einen Bauwettberwerb aus. Der Architekt Albert Mathes gewann ihn für seine vorzügliche Grundrisslösung und Parzellierung sowie die glückliche Verkehrsfreiheit. Der Platz wurde in der Zeit des Nationalsozialismus zwischen 1933 und 1945 in Horst-Wessel-Platz umbenannt. Der Rüttenscheider Platz liegt südlich der Klarastraße und nordwestlich der Isabellastraße. | Marktbrunnen, Rüttenscheider Platz              |
| Rüttenscheider Stern    | 85 × 70                               | Rüttenscheid, ehemalige Bauerschaft; sternförmige Kreuzung                                                             | 1. März 1962        | Um die Jahrhundertwende 1900 trug bereits die Gaststätte der Familie Strünck den Namen Rüttenscheider Stern. Durch Beschluss der Stadtverordneten im Jahre 1908 wurde der Grund von Heinrich Strünck jun. angekauft, um die Rüttenscheider Straße und die Klarastraße zu erweitern. 1909 eröffnete der Gebäudekomplex zwischen Rosastraße und Dorotheenstraße mit Restaurant, Café, Billard- und Clubräumen. 1920 übernahm sie die Gelsenkirchener Bergwerks-AG, die hier Büros einrichtete. 1926 wurden die Verwaltungsgebäude für die Vereinigte Stahlwerke AG erweitert. Am Rüttenscheider Stern treffen die Rüttenscheider Straße, die Klarastraße, die Zweigertstraße und die Rosastraße aufeinander. | Rüttenscheider Stern                            |
| Rüttenscheider Straße   | 2130 (im Stadtteil)                   | Rüttenscheid, ehemalige Bauerschaft                                                                                    | 26. Jan. 1906       | Die Rüttenscheider Straße hieß zunächst Kettwiger Chaussee und zwischen 1897 und 1906 Essener Straße. In der Zeit des Nationalsozialismus wurde sie in Hermann-Göring-Straße umbenannt. Die Rüttenscheider Straße teilt den Stadtteil aus dem Südviertel kommend südwärts bis Bredeney geradlinig. Ab der Stadtgrenze zu Bredeney führt sie als Bredeneyer Straße weiter. | Rüttenscheider Straße                           |
| Ruthstraße              | 230                                   | Ruth, weiblicher Vorname                                                                                               | 25. Mai 1906        | Die Benennung nach einem Vornamen erfolgte durch den in der Einleitung genannten Beschluss von 1895. Die Ruthstraße verbindet die Reginenstraße mit der Von-Einem-Straße. |                                                 |
| Sabinastraße            | 390                                   | Sabina, weiblicher Vorname                                                                                             | 8. Okt. 1964        | Die Benennung nach einem Vornamen erfolgte in Anlehnung an den in der Einleitung genannten Beschluss von 1895. Die Sabinastraße, die zuvor Wilhelminenstraße hieß und später Teil der Töpferstraße war, führt heute von der Eleonorastraße nach Südwesten, wobei sie die Grenze zu Bergerhausen bildet und als Sackgasse endet. |                                                 |
| Schönleinstraße         | 520 (im Stadtteil)                    | Johann Lukas Schönlein, Arzt und Pathologe                                                                             | 1. Mai 1908         | Die Schönleinstraße verbindet die Alfredstraße mit der Virchowstraße, von der aus sie weiter nach Holsterhausen führt. |                                                 |
| Sibyllastraße           | 210                                   | Sibylla, weiblicher Vorname                                                                                            | 6. Sep. 1897        | Die Benennung nach einem Vornamen erfolgte durch den in der Einleitung genannten Beschluss von 1895. Die Sibyllastraße verbindet die Rellinghauser Straße mit der Eleonorastraße. |                                                 |
| Sophienstraße           |                                       | Sophie, weiblicher Vorname                                                                                             | 6. Sep. 1897        | Die Benennung nach einem Vornamen erfolgte durch den in der Einleitung genannten Beschluss von 1895. Die Sophienstraße verbindet die Brigittastraße mit der Paulinenstraße. |                                                 |
| Straßburger Straße      | 160                                   | Straßburg, Stadt im Elsass                                                                                             | 8. Mai 2001         | Die Straßburger Straße führt von der Messeallee zur Anschlussstelle Essen-Rüttenscheid der Bundesautobahn 52. |                                                 |
| Süthers Garten          | 150                                   | Carl Friedrich Süther, Schmiedemeister, Hauptmann der Freiwilligen Feuerwehr Rüttenscheid                              | 25. Feb. 1937       | Carl Friedrich (Fritz) Süther wurde am 11. August 1834 in Schwelm geboren. Er erwarb zwischen der Annastraße und der damals sogenannten Berthastraße einen Krautgarten. Auf diesem Grundstück erbaute er eine Schmiede. Süther starb am 9. November 1894 in Rüttenscheid. Die Straße Süthers Garten, die zuvor die Namen Berthastraße und Brunhildenstraße trug, verbindet die Straße Dohmanns Kamp mit der Rüttenscheider Straße. |                                                 |
| Susannastraße           | 260                                   | Susanna, weiblicher Vorname                                                                                            | 26. Nov. 1909       | Die Benennung nach einem Vornamen erfolgte durch den in der Einleitung genannten Beschluss von 1895. Die Susannastraße verbindet die Rellinghauser Straße mit der Eleonorastraße. |                                                 |
| Sylviastraße            | 160                                   | Susanna, weiblicher Vorname                                                                                            | 27. Sep. 1962       | Die Benennung nach einem Vornamen erfolgte in Anlehnung an den in der Einleitung genannten Beschluss von 1895. Die Sylviastraße war vor 1962 die östliche Verlängerung der Rosastraße, die bis zur heutigen Sabinastraße reichte. Die Sylviastraße ist heute eine südliche Stichstraße der Müller-Breslau-Straße. |                                                 |
| Theklastraße            | 100                                   | Thekla, weiblicher Vorname                                                                                             | 14. Dez. 1903       | Die Benennung nach einem Vornamen erfolgte in Anlehnung an den in der Einleitung genannten Beschluss von 1895. Die Theklastraße, die zuvor Teil der Sophienstraße war, verbindet die Philippinenstraße mit der Paulinenstraße. |                                                 |
| Theresenstraße          | 320                                   | Therese, weiblicher Vorname                                                                                            | 6. Sep. 1897        | Die Benennung nach einem Vornamen erfolgte in Anlehnung an den in der Einleitung genannten Beschluss von 1895. Die Theresenstraße ist eine Stichstraße der Henri-Dunant-Straße. |                                                 |
| Tulpenweg               | 230                                   | Tulpe, Pflanzengattung                                                                                                 | 9. Juli 1915        | Der Tulpenweg, der zuvor Zeppelinstraße hieß, verbindet die Straßen Malvenhang und Nelkengarten und bildet dabei teilweise die Grenze zu Bredeney. |                                                 |
| Ursulastraße            | 890                                   | Ursula, weiblicher Vorname                                                                                             | 26. Jan. 1906       | Die Benennung nach einem Vornamen erfolgte durch den in der Einleitung genannten Beschluss von 1895. Zuvor trug die Ursulastraße den Namen Viktoriastraße. Außer dem südlichen, nach Nordwesten zur Rüttenscheider Straße hin abknickenden Teil der Ursulastraße, der einst Natalienstraße und ab 1937 Langenbrahmstraße hieß. Er wurde 1979 nach dem Bau der Bundesautobahn 52 der Ursulastraße angegliedert. Der südlich durch die Autobahn abgetrennte Teil der Ursulastraße wurde zu dieser Zeit zur neuen Langenbrahmstraße. Die heutige Ursulastraße verläuft von der Wittekindstraße in südlicher Richtung bis zur A52, wo sie nach Nordwesten zur Rüttenscheider Straße abknickt. |                                                 |
| Valentinenstraße        | 100                                   | Valentine, weiblicher Vorname                                                                                          | 13. Nov. 1916       | Die Benennung nach einem Vornamen erfolgte durch den in der Einleitung genannten Beschluss von 1895. Die Valentinenstraße verbindet die Wusthoffstraße mit der Walpurgisstraße. |                                                 |
| Veronikastraße          | 540                                   | Veronika, weiblicher Vorname                                                                                           | 6. Sep. 1897        | Die Benennung nach einem Vornamen erfolgte durch den in der Einleitung genannten Beschluss von 1895. Die Veronikastraße führt von der Girardetstraße in einem Bogen zur Wittenbergstraße. |                                                 |
| Virchowstraße           | 670 (im Stadtteil)                    | Rudolf Virchow, Politiker, Pathologe und Prähistoriker                                                                 | 16. Mai 1902        | Die Virchowstraße führt von der Krawehlstraße über die Zweigertstraße zur Pelmanstraße, wobei sie auf ganzer Länge die Grenze zu Holsterhausen bildet und von beiden Enden aus weiter dorthin führt. |                                                 |
| Virgiliastraße          | 180                                   | Virgilia, weiblicher Vorname, von Virgilius                                                                            | 21. Apr. 1911       | Die Benennung nach einem Vornamen erfolgte durch den in der Einleitung genannten Beschluss von 1895. Die Virgiliastraße verbindet die Veronikastraße mit der Wittenbergstraße. |                                                 |
| Vöcklinger Hang         | 450 (ohne Stichstraßen)               | Vöcklinghausen, Flurname und Feld der Höfegruppe                                                                       | 7. Sep. 1960        | Im Steuerschen Atlas findet man den Flurnamen. Die Bezeichnung Vöcklinghauser Hang wäre wohl korrekter, da das zur Vöcklinghauser Höfegruppe gehörende Feld bezeichnet wird. Siehe auch Vöcklinghauser Straße. Der Vöcklinger Hang verläuft in einem südlichen Bogen von der Henri-Dunant-Straße wieder auf diese zurück. |                                                 |
| Vöcklinghauser Straße   | 350                                   | Vöcklinghausen, Höfegruppe                                                                                             | 26. Mai 1939        | Vöcklinghausen war der Name einer Höfegruppe, einer Unterbauerschaft. Im Pachtbuch des Stiftes Werden aus dem Ende des 16. Jahrhunderts werden das Schenckengudt oder Krusers guidt to Voichlinckhusen und Plairsiepen des Groeten gudt to Voichlinckhusen als abgabepflichtig genannt. Vöcklinghaus war auch der Name eines Hofs innerhalb der Höfegruppe, der Unterhof des Viehofs war. 1791 waren Wilhelm Vöcklinghaus und jemand nicht genanntes Letztbehandigte. Die Vöcklinghauser Straße war die ursprüngliche Karolinenstraße. Sie hieß ab 1937 Vöcklinghausen und erhielt 1939 ihren heutigen Namen. Dabei verbindet sie die Isenbergstraße mit der Friederikenstraße. |                                                 |
| Von-Einem-Straße        | 980                                   | Karl von Einem, preußischer Offizier, zuletzt Generaloberst im Ersten Weltkrieg sowie von 1903 bis 1909 Kriegsminister | 20. Nov. 1937       | Die Von-Einem-Straße, die zuvor die Namen Ottilienstraße und Ortrudstraße trug, führt von der Rellinghauser Straße über die Vöcklinghauser- und die Rosastraße bis zur Müller-Breslau-Straße, endet jedoch kurz vor ihr als Sackgasse. | Von-Einem-Straße, Schwimmzentrum Rüttenscheid   |
| Von-Seeckt-Straße       | 460                                   | Hans von Seeckt, Offizier, zuletzt Generaloberst und 1920/26 Chef der Heeresleitung der Reichswehr                     | 20. Nov. 1937       | Die Von-Seeckt-Straße, die zuvor die Namen Henriettenstraße und Irmgardstraße trug, verbindet die Witteringstraße mit der Richard-Wagner-Straße. | Von-Seeckt-Straße                               |
| Walpurgisstraße         | 490                                   | Walburga oder Walpurgis, weiblicher Vorname                                                                            | 26. Jan. 1906       | Die Benennung nach einem Vornamen erfolgte durch den in der Einleitung genannten Beschluss von 1895. Die Walpurgisstraße, die zuvor die Namen Wilhelminenstraße und Kapellenstraße trug, führt von der Wittekindstraße zur Wittenbergstraße und endet östlich dieser als Sackgasse vor der Bundesautobahn 52. Einst führte sie weiter nach Bergerhausen. |                                                 |
| Wandastraße             | 170                                   | Walpurgis, weiblicher Vorname                                                                                          | 6. Sep. 1897        | Die Benennung nach einem Vornamen erfolgte durch den in der Einleitung genannten Beschluss von 1895. Die Wandastraße verbindet die Rellinghauser Straße mit der Eleonorastraße. |                                                 |
| Wegenerstraße           | 75                                    | Alfred Wegener, Meteorologe, Polar- und Geowissenschaftler                                                             | 20. Nov. 1937       | Die Wegenerstraße, die zuvor die Namen Franzstraße und Ludgerusstraße trug, verbindet die Straße Wehmenkamp mit der Alfredstraße. | St. Ludgerus, Wegenerstraße                     |
| Wehmenkamp              | 310                                   | Wehmenkamp, Flurname                                                                                                   | 20. Nov. 1937       | In der Landmatrikel von 1668 ist genannt, dass Caßpar auf der Wehme einen Morgen Feldland besitzt. Die Wehme gehörte zur Siechenkapelle und stammte aus einer Schenkung aus dem Jahr 1476 von Johann Varnhorst. Wehmer war der Name des Pächters dieses Landstückes. 1795 kam es zu einem Prozess mit dem Siechenhauspächter Wehmer wegen eines Wohnrechts. Die Straße Wehmenkamp, die zuvor Ernststraße hieß und dann bis 1937 namentlich der Norbertstraße angegliedert wurde, verbindet die Martinstraße mit der Gregorstraße. |                                                 |
| Weyerstraße             | 190                                   | Johann Weyer, Arzt und Gegner der Hexenverfolgung.                                                                     | 9. Okt. 1914        | Die ursprüngliche Weyerstraße wurde 1913 in Büscherstraße umbenannt. 1914 erhielt die heutige, damals neue Straße rund 250 Meter südlich den Namen Weyerstraße. Sie verbindet in einem Winkel die Pelmannstraße mit der Schönleinstraße. |                                                 |
| Wiedfeldtstraße         | 330 (im Stadtteil)                    | Otto Wiedfeldt, Politiker und Wirtschaftsfachmann                                                                      | 6. Juli 1929        | Otto Wiedfeldt war um 1902 Gründer und Leiter des Statistischen Amtes der Stadt Essen un von 1904 bis 1908 Stadtkämmerer. Vorsitzender des Direktoriums der Friedrich Krupp AG war er von 1918 bis 1922, danach Botschafter in den USA bis 1925. Darauf folgte bis 1926 die Mitgliedschaft im Aufsichtsrat der Friedrich Krupp AG. Von 1919 bis 1921 war Weidfeldt Präsident der Essener Industrie- und Handelskammer. Die Wiedfeldtstraße, die zuvor Waldstraße hieß, führt von der Rüttenscheider Straße, die hier in die Bredeneyer Straße übergeht, als Grenze zu Bredeney nach Süden zur Heinrich-Held-Straße und weiter nach Bredeney hinein. |                                                 |
| Wittekindstraße         | 930 (im Stadtteil)                    | Kriegserinnerung an Widukind (Wittekind), Herzog der Sachsen                                                           | 16. Sep. 1910       | Die Wittekindstraße verbindet südlich des ehemaligen Bahnhofs Rüttenscheid die Rüttenscheider Straße mit der Wittenbergstraße, hier bereits auf dem Gebiet von Essen-Stadtwald. |                                                 |
| Wittenbergstraße        | 670 (im Stadtteil)                    | Wittenberg, Hofname | 25. Feb. 1937       | Der Hof Wittenberg, der im Norden des heutigen Stadtteils Stadtwald lag, gehörte in den Oberhof Viehof als fürstlich-essendischen Behandigungsgut. Die Eheleute Lindemann verkauften den Wittenbergskotten an der Essener Heide an den fürstlichen Rat Johann Waterfohr. Dieser überlässt ihn 1620 mit Zustimmung der Fürstäbtissin Maria Clara von Spaur den Eheleuten Winterseell gen. Wittenberg. Danach wurde der Hof über Generationen vom Vater an den Sohn vererbt. 1776 wurden Gertrud Wittenberg und ihr Gatte Heinrich Raupert mit dem Hof behandigt. Der ganze Bauer und Wirth Wittenberg sowie die Fürstin als Grundherrin werden 1795 genannt. Heinrich Heimann gen. Wittenberg wurde durch Ablösung der fiskalischen Lasten uneingeschränkter Eigentümer. Über ihn ging der Hof 1873 an Franziska Wittenberg gen. Schürmann und ihren Ehemann Joseph Kämper aus Katernberg. Kämper verkaufte 1908 den rund 26 Morgen großen Hof an die Stadtwerke-Terrain GmbH. Neben dem landwirtschaftlichen Betrieb scheint es seit Ende des 18. Jahrhunderts auch eine Gastwirtschaft gegeben zu haben. Der Hof wurde um 1911 abgerissen und die neue Gaststätte Uhlenkrug errichtet. Der Sportplatz von Schwarz-Weiß Essen befindet sich heute auf dem Platz des ehemaligen Hofs. Die Wittenbergstraße führt von der Müller-Breslau-Straße südwärts über den heutigen Radweg auf der einstigen Bahnstrecke nach Stadtwald. Sie wurde auf Rüttenscheider Gebiet nach 1935 angelegt, der südliche Teil am Beginn des Gebiets von Stadtwald gehörte zur Veronikastraße.                                                                        |                                                 |
| Witteringstraße         | 870 (im Stadtteil)                    | Witteringhof, Hofname                                                                                                  | um 1860             | Der Name Witterinxhove wird bereits 1477 genannt. Der Hof war ein in den Oberhof Viehof gehöriges Behandigungsgut. In der Landmatrikel von 1668 wird der Hof als verkommen genannt, was bedeutete, dass seine Gebäude nicht mehr vorhanden waren. Als Besitzer tauchen die Erben Heßelmans auf. Der Witteringskamp an der Witteringsgathe gehörte unter anderem auch zum Hof. 1801 waren Clara Lanius geb. von Basdar und Heinrich Tuttmann aus Essen Letztbehandigte. Auf den zusammen 32 Morgen großen Grundstücken, die zu Bergerhausen und Rüttenscheid gehörten, befand sich laut Bericht des Kommissars Franken der Witteringshove um eine todte Hove ohne Sohlstätte. 1830 löste der Land- und Gerichtsassessor Surman die auf dem Hof haftenden fiskalischen Lasten ab, so dass er uneingeschränkter Eigentümer wurde. Die Witteringstraße verbindet die Rüttenscheider Straße mit der Rellinghauser Straße und bildet dabei im gesamten Verlauf die Grenze zum Südviertel. |                                                 |
| Wusthoffstraße          | 200                                   | Wusthoff, Aufsitzende Familie des Hofs Raupert (siehe Riprechtborn)                                                    | 21. Apr. 1911       | Die Wusthoffstraße verbindet in einem Winkel die Virgiliastraße mit der Veronikastraße. |                                                 |
| Zweigertstraße          | 660                                   | Erich Zweigert, Oberbürgermeister und Ehrenbürger der Stadt Essen                                                      | 3. Mai 1907         | Die Zweigertstraße, die zuvor Felixstraße hieß, führt vom Rüttenscheider Stern westwärts am Landgericht Essen vorbei zur Stadtteilgrenze zu Holsterhausen, wo sie als Hufelandstraße weitergeführt wird. | Landgericht, Zweigertstraße                     |

## Liste ehemaliger Straßennamen
Die Liste ehemaliger Straßennamen erhebt keinen Anspruch auf Vollständigkeit.
| Name                               | von           | bis           | umbenannt in (aktuell)                    | Herleitung | Bemerkungen |
| ---------------------------------- | ------------- | ------------- | ----------------------------------------- | --- | --- |
| Agathastraße                       | vor 1900      | nach 1935     | aufgehoben und überbaut                   | Agatha, weiblicher Vorname                                                                                                   | Die Benennung nach einem Vornamen erfolgte durch den in der Einleitung genannten Beschluss von 1895. Die Agathastraße, die später Karl-Bernsau-Straße hieß, führte von der Wittekindstraße südwärts zwischen der Krupp-Siedlung Altenhof und dem zugehörigen Erholungspark zur Manfredstraße.                                                 |
| Am Mühlenbach                      | vor 1907      | um 1920       | aufgehoben und überbaut                   | Lage am Borbecker Mühlenbach                                                                                                 | Die Straße Am Mühlenbach zweigte nordwestlich von der Norbertstraße ab, überquerte das Grundstück der heutigen Grugahalle und führte westwärts an der Bahnstrecke weiter zur Virchowstraße. Sie musste der um 1921 eröffneten Ausstellungshalle V weichen, dem Vorgängerbau der Grugahalle.                                                   |
| Andreasstraße                      | 6. Sep. 1897  | 25. Feb. 1937 | → Krawehlstraße                           | Andreas, männlicher Vorname                                                                                                  | Die Benennung nach einem Vornamen erfolgte durch den in der Einleitung genannten Beschluss von 1895. |
| Antoniastraße                      | 16. Sep. 1897 | 1. Mai 1908   | → Gudulastraße                            | Antonia, weiblicher Vorname                                                                                                  | Die Benennung nach einem Vornamen erfolgte durch den in der Einleitung genannten Beschluss von 1895. |
| Bachstraße                         | 4. Feb. 1904  | 16. Sep. 1910 | → Birkenstraße                            | | |
| Barbarastraße                      | 6. Sep. 1897  | 26. Jan. 1906 | → Brigittastraße                          | Barbara, weiblicher Vorname                                                                                                  | Die Benennung nach einem Vornamen erfolgte durch den in der Einleitung genannten Beschluss von 1895. |
| Bernhardstraße                     | 6. Sep. 1897  | 20. Mai 1937  | → Demrathkamp                             | Bernhard, männlicher Vorname                                                                                                 | Die Benennung nach einem Vornamen erfolgte durch den in der Einleitung genannten Beschluss von 1895. |
| Berthastraße                       | 6. Sep. 1897  | 26. Jan. 1906 | → Süthers Garten                          | Bertha, weiblicher Vorname                                                                                                   | Die Benennung nach einem Vornamen erfolgte durch den in der Einleitung genannten Beschluss von 1895. Die Berthastraße wurde 1906 Brunhildenstraße genannt, bevor sie 1937 in Süthers Garten umbenannt wurde. |
| Brüsseler Straße                   | 8. Mai 2001   | 21. Aug. 2008 | → Brüsseler Platz                         | Brüssel, Hauptstadt des Königreichs Belgien                                                                                  | Der der südliche Straßenzug des heutigen Brüsseler Platzes hieß zuvor Brüsseler Straße und trägt seit 2008 den Namen des Platzes. |
| Brunhildenstraße                   | 26. Jan. 1906 | 25. Feb. 1937 | → Süthers Garten                          | Brunhilde, weiblicher Vorname                                                                                                | Die Benennung nach einem Vornamen erfolgte durch den in der Einleitung genannten Beschluss von 1895. Die Brunhildenstraße hieß zuvor Berthastraße, bevor sie 1937 in Süthers Garten umbenannt wurde. |
| Charlottenstraße                   | 16. Sep. 1897 | 20. Nov. 1937 | → Dohmanns Kamp                           | Charlotte, weiblicher Vorname                                                                                                | Die Benennung nach einem Vornamen erfolgte durch den in der Einleitung genannten Beschluss von 1895. |
| Christinenplatz                    | 9. Apr. 1908  | 26. Nov. 1909 | → Heymannplatz                            | Christine, weiblicher Vorname                                                                                                | Die Benennung nach einem Vornamen erfolgte durch den in der Einleitung genannten Beschluss von 1895. |
| Clemensstraße                      | 16. Sep. 1897 | 21. Apr. 1911 | → Christophstraße                         | Clemens, männlicher Vorname                                                                                                  | Die Benennung nach einem Vornamen erfolgte durch den in der Einleitung genannten Beschluss von 1895. |
| Clementinenstraße                  | 16. Sep. 1897 | 5. Aug. 1936  | → Brassertstraße                          | Clementine, weiblicher Vorname                                                                                               | Die Benennung nach einem Vornamen erfolgte durch den in der Einleitung genannten Beschluss von 1895. |
| Damianstraße                       |               | 25. Mai 1906  | → Martinstraße                            | Damian, männlicher Vorname                                                                                                   | Die Benennung nach einem Vornamen erfolgte durch den in der Einleitung genannten Beschluss von 1895. |
| Dölbergweg                         | vor 1907      | vor 1990      | aufgehoben                                | | Der Dölbergweg lag in der ab 1977 überwiegend niedergelegten krupp’schen Siedlung Altenhof I und wurde nahe den einzig verbliebenen Häusern vor 1990 aufgehoben. |
| Eichenstraße                       | 16. Sep. 1910 | nach 1970     | aufgehoben und überbaut                   | Eichen | Die Eichenstraße zweigte südlich von der Wittekindstraße ab, dort, wo diese heute die Bundesautobahn 52 mit einer Brücke überspannt. Die Eichenstraße musste in den 1970er Jahren dem Bau der Autobahn weichen. Einst verlief sie von Rüttenscheid nach Stadtwald zur Siedlung Altenhof II, deren westlich Grenze sie dort auch heute bildet. |
| Ernststraße                        | 6. Sep. 1897  |               | → Wehmenkamp                              | Ernst, männlicher Vorname | Die Benennung nach einem Vornamen erfolgte durch den in der Einleitung genannten Beschluss von 1895. Die Ernststraße wurde namentlich zunächst der Norbertstraße angegliedert und erhielt 1937 schließlich die Bezeichnung Wehmenkamp. |
| Essener Straße                     | 16. Sep. 1897 | 26. Jan. 1906 | → Rüttenscheider Straße                   | Straße nach Essen | Die Essener Straße war ursprünglich die Kettwiger Chaussee. |
| Faustplatz                         | vor 1907      | vor 1990      | aufgehoben und überbaut                   | | Der Faustplatz lag in der ab 1977 überwiegend niedergelegten krupp’schen Siedlung Altenhof I und wurde nahe den einzig verbliebenen Häusern vor 1990 aufgehoben. |
| Felixstraße                        | 26. Jan. 1906 | 3. Mai 1907   | → Zweigertstraße                          | Felix, männlicher Vorname | Die Benennung nach einem Vornamen erfolgte durch den in der Einleitung genannten Beschluss von 1895. |
| Franz-Seldte -Straße               | 8. Mai 1933   | 18. Juni 1945 | → Franziskastraße                         | Franz Seldte, Mitbegründer und Bundesführer des Stahlhelm, Bund der Frontsoldaten, NSDAP-Politiker und Reichsarbeitsminister | Umbenennung in der Zeit des Nationalsozialismus, um die symbolische Form der Machtergreifung voranzutreiben. |
| Franzstraße                        | 6. Sep. 1897  | 26. Jan. 1906 | → Wegenerstraße                           | Franz, männlicher Vorname | Die Benennung nach einem Vornamen erfolgte durch den in der Einleitung genannten Beschluss von 1895. Die Franzstraße wurde 1906 in Ludgerusstraße umbenannt, bevor sie 1937 zur Wegenerstraße wurde. |
| Friedrichstraße                    |               | 16. Mai 1902  | → Langenbeckstraße                        | | |
| Frielinghausweg                    | vor 1907      | um 1977       | aufgehoben und überbaut                   | | Der Frielinghausweg lag in der krupp’schen Siedlung Altenhof I und musste um 1977 dem Bau des Alfried Krupp Krankenhauses weichen. |
| Gerswidastraße                     | 26. Jan. 1906 | 3. Juni 1965  | → Girardetstraße                          | Gerswida, gestorben um 870, erste Essener Äbtissin                                                                           | 1966 erhielt die ehemalige II. Weberstraße im Essener Stadtkern den Namen Gerswidastraße und erinnert damit weiterhin an die erste Essener Äbtissin. |
| Gertrudenstraße                    | 6. Sep. 1897  | 26. Jan. 1906 | → Girardetstraße                          | Gertrud, weiblicher Vorname                                                                                                  | Die Benennung nach einem Vornamen erfolgte durch den in der Einleitung genannten Beschluss von 1895. |
| Goldschmidtstraße                  | 24. Sep. 1923 | 14. Dez. 1966 | → Köndgenstraße                           | | Die Goldschmidtstraße hieß zuvor Kilianstraße. |
| Grenzstraße                        |               | 9. Juli 1915  | → Nelkengarten                            | Grenze zu Bredeney | |
| Gußmannstraße                      | 1. Feb. 1907  | 14. Okt. 1935 | → Gußmannplatz                            | Wilhelm Gußmann, sogenannter Kruppscher Beamter                                                                              | siehe Gußmannplatz |
| Gustavstraße                       | 6. Sep. 1897  | 26. Jan. 1906 | → Gregorstraße                            | Gustav, männlicher Vorname                                                                                                   | Die Benennung nach einem Vornamen erfolgte durch den in der Einleitung genannten Beschluss von 1895. |
| Hageweg                            | vor 1907      | um 1977       | aufgehoben und überbaut                   | | Der Hageweg lag in der krupp’schen Siedlung Altenhof I und musste um 1977 dem Bau des Alfried Krupp Krankenhauses weichen. |
| Hans-Luther-Straße                 | um 1932       | 13. Juni 1966 | → Hans-Luther-Allee                       | Hans Luther, Politiker, Reichskanzler und Essener Oberbürgermeister                                                          | Die Hans-Luther-Straße war zuvor seit dem 3. Mai 1907 Teil der Zweigertstraße. |
| Hartwiganger                       | vor 1907      | um 1977       | aufgehoben und überbaut                   | | Der Hartwiganger lag in der krupp’schen Siedlung Altenhof I und musste um 1977 dem Bau des Alfried Krupp Krankenhauses weichen. |
| Heikengang                         | vor 1907      | um 1977       | aufgehoben und überbaut                   | | Der Heikengang lag in der krupp’schen Siedlung Altenhof I und musste um 1977 dem Bau des Alfried Krupp Krankenhauses weichen. |
| Helenenstraße                      | 6. Sep. 1897  | 26. Jan. 1906 | → Hildegardstraße                         | Helene, weiblicher Vorname                                                                                                   | Die Benennung nach einem Vornamen erfolgte durch den in der Einleitung genannten Beschluss von 1895. |
| Helfferichstraße                   | 8. Mai 1933   | 18. Juni 1945 | → Paulinenstraße                          | Karl Helfferich, Wirtschaftswissenschaftler, Bankier und Politiker                                                           | Umbenennung in der Zeit des Nationalsozialismus, um die symbolische Form der Machtergreifung voranzutreiben. Nach 1918 war Helfferich ein führender Vertreter der deutschen Rechten in der Deutschnationalen Volkspartei. |
| Henriettenstraße                   | 6. Sep. 1897  | 26. Jan. 1906 | → Von-Seeckt-Straße                       | Henriette, weiblicher Vorname                                                                                                | Die Benennung nach einem Vornamen erfolgte durch den in der Einleitung genannten Beschluss von 1895. Die Henriettenstraße wurde 1906 Irmgardstraße genannt, bevor sie die Von-Seeckt-Straße wurde. |
| Herbertstraße                      | 26. Jan. 1906 | 12. Feb. 1931 | → Fridtjof-Nansen-Straße                  | Herbert, männlicher Vorname                                                                                                  | Die Benennung nach einem Vornamen erfolgte durch den in der Einleitung genannten Beschluss von 1895. Die ehemalige Hubertusstraße wurde 1906 zur Herbertstraße und im Rahmen einer Umbenennung 1937 zur Fridtjof-Nansen-Straße. |
| Hermann-Göring-Straße              | 13. Juli 1933 | 18. Juni 1945 | → Rüttenscheider Straße                   | Hermann Göring, führender nationalsozialistischer Politiker, Oberbefehlshaber der deutschen Luftwaffe                        | Umbenennung in der Zeit des Nationalsozialismus, um die symbolische Form der Machtergreifung voranzutreiben. |
| Hermannstraße                      | vor 1905      | 26. Jan. 1906 | → Hektorstraße                            | Hermann, männlicher Vorname                                                                                                  | Die Benennung nach einem Vornamen erfolgte durch den in der Einleitung genannten Beschluss von 1895. |
| Horst-Wessel-Platz                 | 8. Mai 1933   | 18. Juni 1945 | → Rüttenscheider Platz                    | Horst Wessel, Sturmführer der SA                                                                                             | Umbenennung in der Zeit des Nationalsozialismus, um die symbolische Form der Machtergreifung voranzutreiben. Nachdem Horst Wessel 1930 von KPD-Mitgliedern getötet worden war, stilisierte ihn die NS-Propaganda zu einem Blutzeugen. |
| Horst-Wessel-Straße                | 8. Mai 1933   | 18. Juni 1945 | → Klarastraße                             | Horst Wessel, Sturmführer der SA                                                                                             | Umbenennung in der Zeit des Nationalsozialismus, um die symbolische Form der Machtergreifung voranzutreiben. Nachdem Horst Wessel 1930 von KPD-Mitgliedern getötet worden war, stilisierte ihn die NS-Propaganda zu einem Blutzeugen. |
| Hubertusstraße                     | 6. Sep. 1897  | 26. Jan. 1906 | → Fridtjof-Nansen-Straße                  | Hubertus, männlicher Vorname                                                                                                 | Die Benennung nach einem Vornamen erfolgte durch den in der Einleitung genannten Beschluss von 1895. Die Hubertusstraße wurde 1906 zur Herbertstraße und im Rahmen einer Umbenennung 1937 zur Fridtjof-Nansen-Straße. |
| Idastraße                          | 6. Sep. 1897  | 7. Jan. 1932  | → Gummertstraße                           | Ida, weiblicher Vorname | Die Benennung nach einem Vornamen erfolgte durch den in der Einleitung genannten Beschluss von 1895. Die Idastraße führte bis zu ihrer Umbenennung östlich weiter über die heutige Alfried-Krupp-Straße hinweg bis zur Wittekindstraße. |
| Irmgardstraße                      | 26. Jan. 1906 | 20. Nov. 1937 | → Von-Seeckt-Straße                       | Irmgard, weiblicher Vorname                                                                                                  | Die Benennung nach einem Vornamen erfolgte durch den in der Einleitung genannten Beschluss von 1895. Die Irmgardstraße wurde zuvor Henriettenstraße genannt. |
| Josephinenstraße                   | 6. Sep. 1897  | 1. Feb. 1907  | → Gußmannplatz                            | Josephine, weiblicher Vorname                                                                                                | Die Benennung nach einem Vornamen erfolgte durch den in der Einleitung genannten Beschluss von 1895. |
| Juliusstraße                       | 6. Sep. 1897  | 26. Jan. 1906 | → Joseph-Lenné-Straße                     | Julius, männlicher Vorname                                                                                                   | Die Benennung nach einem Vornamen erfolgte durch den in der Einleitung genannten Beschluss von 1895. Die Juliusstraße wurde 1906 in Justusstraße und 1937 in Joseph-Lenné-Straße umbenannt. |
| Justusstraße                       | 26. Jan. 1906 | 20. Nov. 1937 | → Joseph-Lenné-Straße                     | Justus, männlicher Vorname                                                                                                   | Die Benennung nach einem Vornamen erfolgte durch den in der Einleitung genannten Beschluss von 1895. Die Justusstraße hieß zuvor Juliusstraße. |
| Kapellen-Wandel-Weg                | vor 1907      | vor 1990      | aufgehoben und überbaut                   | | Der Kapellen-Wandel-Weg lag in der ab 1977 überwiegend niedergelegten krupp’schen Siedlung Altenhof I und wurde nahe den einzig verbliebenen Häusern vor 1990 aufgehoben. |
| Kapellenstraße                     | 4. Feb. 1904  | 26. Jan. 1906 | → Walpurgisstraße                         | | |
| Karl-Bernsau-Straße                | nach 1935     | nach 1983     | aufgehoben und überbaut                   | Karl Bernsau, Gutsbesitzer                                                                                                   | Die Karl-Bernsau-Straße, die zuvor Agathastraße hieß, führte von der Wittekindstraße südwärts zwischen der Krupp-Siedlung Altenhof und dem zugehörigen Erholungspark zur Manfredstraße. Vor 1955 bis nach 1983 war sie verkürzt noch eine Stichstraße von der Manfredstraße.                                                                  |
| Kargate                            |               |               | → Kahrstraße                              | Kahrgate, Örtlichkeit | In der Mutterrolle von 1827 wird die Kahrgate genannt. So lautete die ursprüngliche Bezeichnung Kargate (Kahrgatt) und Kahrweg. |
| Karlstraße                         | 6. Sep. 1897  | 26. Jan. 1906 | → Florastraße                             | Karl, männlicher Vorname | Die Benennung nach einem Vornamen erfolgte durch den in der Einleitung genannten Beschluss von 1895. Die Karlstraße wurde 1906 zur Kurtstraße und im Rahmen einer Umbenennung 1937 zur Florastraße. |
| Kettwiger Chaussee                 |               | 6. Sep. 1897  | → Rüttenscheider Straße                   | | Die Kettwiger Chaussee wurde 1897 zur Essener Straße und 1906 zur Rüttenscheider Straße. |
| Karweg                             |               |               | → Kahrstraße                              | Kahrgate, Örtlichkeit | In der Mutterrolle von 1827 wird die Kahrgate genannt. So lautete die ursprüngliche Bezeichnung Kargate (Kahrgatt) und Kahrweg. |
| Kilianstraße                       | 30. Mai 1913  | 24. Sep. 1923 | → Köndgenstraße                           | Klian, männlicher Vorname | Die Benennung nach einem Vornamen erfolgte durch den in der Einleitung genannten Beschluss von 1895. Zwischen 1923 und 1966 hieß sie Goldschmidtstraße. |
| Kirdorfstraße                      | 29. Aug. 1927 | 18. Juni 1945 | → Rosastraße                              | Emil Kirdorf, Industrieller                                                                                                  | Umbenennung zu Ehren des Industriellen Kirdorf. Adolf Hitler hielt 1927 in Essen eine Rede, bei der auch Kirdorf anwesend war. Wenig später trafen sich beide. So wurde Kirdorf aktiver Förderer von Hitlers Aufstieg. |
| Klüpfelstraße                      | vor 1907      | um 1977       | aufgehoben und überbaut                   | Ludwig Klüpfel, Angestellter der Friedrich Krupp AG, Stadtverordneter in Essen, Sozialpolitiker                              | Die Klüpfelstraße lag in der krupp’schen Siedlung Altenhof I und musste um 1977 dem Bau des Alfried Krupp Krankenhauses weichen. |
| Königstraße                        |               | 9. Juli 1915  | → Einigkeitstraße                         | | |
| Kurtstraße                         | 26. Jan. 1906 | 20. Nov. 1937 | → Florastraße                             | Kurt, männlicher Vorname | Die Benennung nach einem Vornamen erfolgte durch den in der Einleitung genannten Beschluss von 1895. Die ehemalige Karlstraße wurde 1906 zur Kurtstraße und im Rahmen einer Umbenennung 1937 zur Florastraße. |
| Landrat-Rötger-Weg                 | vor 1907      | um 1977       | aufgehoben und überbaut                   | Max Rötger, Landrat des Kreises Essen, Vorsitzender des Direktoriums der Friedrich Krupp AG                                  | Der Landrat-Rötger-Weg lag in der krupp’schen Siedlung Altenhof I und musste um 1977 dem Bau des Alfried Krupp Krankenhauses weichen. |
| Laurastraße                        | 16. Sep. 1897 | 16. Dez. 1970 | → Angelikastraße                          | Laura, weiblicher Vorname | Die Benennung nach einem Vornamen erfolgte durch den in der Einleitung genannten Beschluss von 1895. Nach der Eingemeindung von Burgaltendorf zur Stadt Essen 1970 musste die Straße umbenannt werden, da es dort bereits eine Laurastraße gab, deren Name erhalten bleiben sollte.                                                           |
| Leopoldstraße                      | 8. Sep. 1897  | 26. Jan. 1906 | → Lotharstraße                            | Leopold, männlicher Vorname                                                                                                  | Die Benennung nach einem Vornamen erfolgte durch den in der Einleitung genannten Beschluss von 1895. |
| Leostraße                          |               | 9. Juli 1915  | → Lambertstraße                           | Leo, männlicher Vorname | Die Benennung nach einem Vornamen erfolgte durch den in der Einleitung genannten Beschluss von 1895. |
| Ludgerusstraße                     | 26. Jan. 1906 | 20. Nov. 1937 | → Wegenerstraße                           | | Die Ludgerusstraße hieß zuvor Franzstraße. |
| Luisenstraße                       | 6. Sep. 1897  | 26. Jan. 1906 | → Lambertstraße                           | Luise, weiblicher Vorname | Die Benennung nach einem Vornamen erfolgte durch den in der Einleitung genannten Beschluss von 1895. |
| Maxstraße                          | 6. Sep. 1897  | 26. Jan. 1906 | → Moritzstraße                            | Max, männlicher Vorname | Die Benennung nach einem Vornamen erfolgte durch den in der Einleitung genannten Beschluss von 1895. |
| Mittelstraße                       | 6. Aug. 1907  | 9. Juli 1915  | aufgehoben und überbaut (in Rüttenscheid) | | Die Mittelstraße zweigte nahe dem heutigen Messehaus West südlich von der Norbertstraße ab und führte weiter nach Bredeney, wo sie seit 1915 Frühlingstraße heißt. Sie überquerte den Bereich der heutigen Anschlussstelle Essen-Rüttenscheid der Bundesautobahn 52.                                                                          |
| Natalienstraße                     | 6. Sep. 1897  | 26. Jan. 1906 | → Ursulastraße                            | Natalie, weiblicher Vorname                                                                                                  | Die Benennung nach einem Vornamen erfolgte durch den in der Einleitung genannten Beschluss von 1895. Am 20. November 1937 wurde die Natalienstraße in Langenbrahmstraße umbenannt. Nach dem Bau der Bundesautobahn 52 im Jahr 1979 wurde sie der nach Nordwesten abknickende Teil der Ursulastraße.                                           |
| Nicodemusstraße                    | 26. Jan. 1906 | 25. Mai 1906  | → Norbertstraße                           | | Zuvor hieß die Straße Nikolausstraße. |
| Nikolausstraße                     | 6. Sep. 1897  | 26. Jan. 1906 | → Norbertstraße                           | Nikolaus, männlicher Vorname                                                                                                 | Die Benennung nach einem Vornamen erfolgte durch den in der Einleitung genannten Beschluss von 1895. |
| Ortrudstraße                       | 26. Jan. 1906 | 20. Nov. 1937 | → Von-Einem-Straße                        | Ortrud, weiblicher Vorname                                                                                                   | Die Benennung nach einem Vornamen erfolgte durch den in der Einleitung genannten Beschluss von 1895. Die Ortrudstraße wurde zuvor Ottilienstraße genannt. |
| Ottilienstraße                     | 6. Sep. 1897  | 26. Jan. 1906 | → Von-Einem-Straße                        | Ottilie, weiblicher Vorname                                                                                                  | Die Benennung nach einem Vornamen erfolgte durch den in der Einleitung genannten Beschluss von 1895. Die Ottilienstraße wurde 1906 Ortrudstraße genannt, bevor sie die Von-Einem-Straße wurde. |
| Paulstraße                         | 6. Sep. 1897  | 25. Mai 1906  | → Lührmannstraße                          | Reinhard, männlicher Vorname                                                                                                 | Die Benennung nach einem Vornamen erfolgte durch den in der Einleitung genannten Beschluss von 1895. Nach 1906 hieß die Straße zunächst Reinhardstraße. |
| Reinhardstraße                     | 25. Mai 1906  | 7. Juni 1907  | → Lührmannstraße                          | Paul, männlicher Vorname | Die Benennung nach einem Vornamen erfolgte durch den in der Einleitung genannten Beschluss von 1895. Vor 1906 hieß die Straße Paulstraße. |
| Ringstraße                         | 4. Feb. 1904  | 16. Sep. 1910 | → Eichenstraße                            | | |
| Rotermundweg                       | vor 1907      | vor 1990      | aufgehoben                                | | Der Rotermundweg lag in der ab 1977 überwiegend niedergelegten krupp’schen Siedlung Altenhof I und wurde nahe den einzig verbliebenen Häusern vor 1990 aufgehoben. |
| Rudolf-von-Bennigsen-Foerder-Platz | 17. Apr. 1991 | 18. Mai 1999  | → Grugaplatz                              | Rudolf von Bennigsen-Foerder, Industriemanager und Vorstandsvorsitzender der VEBA AG                                         | |
| Speidelweg                         | vor 1907      | um 1977       | aufgehoben und überbaut                   | | Der Speidelweg lag in der krupp’schen Siedlung Altenhof I und musste um 1977 dem Bau des Alfried Krupp Krankenhauses weichen. |
| Strucksbergweg                     | vor 1907      | um 1977       | aufgehoben und überbaut                   | | Der Strucksbergweg lag in der krupp’schen Siedlung Altenhof I und musste um 1977 dem Bau des Alfried Krupp Krankenhauses weichen. |
| Töpferstraße                       | 16. Sep. 1910 | 1964          | → Sabinastraße                            | ehemalige Töpferei | Die Töpferstraße war nach einer ehemaligen Töpferei an der Ecke Henricistraße/Töpferstraße benannt. Ihre einstige Verlängerung nach Huttrop trägt dort seit 1897 bis heute den Namen Töpferstraße. |
| Viktoriastraße                     | 6. Sep. 1897  | 26. Jan. 1906 | → Ursulastraße                            | Viktoria, weiblicher Vorname                                                                                                 | Die Benennung nach einem Vornamen erfolgte durch den in der Einleitung genannten Beschluss von 1895. |
| Vöcklinghausen                     | 20. Nov. 1937 | 26. Mai 1939  | → Vöcklinghauser Straße                   | Vöcklinghausen, Höfegruppe                                                                                                   | Die Straße Vöcklinghausen war zuvor die ursprüngliche Karolinenstraße. Seit 1946 heißt die östliche Verlängerung der Vöcklinghauser Straße Karolinenstraße. |
| Vom-Rath-Straße                    | 26. Mai 1939  | 22. Mai 1946  | → Karolinenstraße                         | Ernst Eduard vom Rath, Diplomat und Botschaftssekretär in Paris                                                              | Umbenennung in der Zeit des Nationalsozialismus, um die symbolische Form der Machtergreifung voranzutreiben. Der Mord an Ernst Eduard vom Rath 1938 diente den Nationalsozialisten als Vorwand für die folgenden Novemberpogrome 1938. |
| Waldstraße                         | 9. Okt. 1914  | 6. Juli 1929  | → Wiedfeldtstraße                         | | |
| Weyerstraße                        |               | 4. Apr. 1913  | → Büscherstraße                           | Johann Weyer, Arzt und Gegner der Hexenverfolgung                                                                            | Die alte Weyerstraße wurde 1913 in Büscherstraße umbenannt. 1914 erhielt eine neue Straße rund 250 Meter südlich der ehemaligen den Namen Weyerstraße. |
| Wilhelminenstraße                  | 4. Feb. 1904  | 16. Sep. 1910 | → Sabinastraße → Walpurgisstraße          | Wilhelmine, weiblicher Vorname                                                                                               | Die Benennung nach einem Vornamen erfolgte durch den in der Einleitung genannten Beschluss von 1895. |
| Wilhelmiweg                        | vor 1907      | vor 1990      | aufgehoben                                | | Der Wilhelmiweg lag in der ab 1977 überwiegend niedergelegten krupp’schen Siedlung Altenhof I und wurde nahe den einzig verbliebenen Häusern vor 1990 aufgehoben. |
| Wolfgangstraße                     | 25. Mai 1906  | 20. Nov. 1937 | → Eduard-Lucas-Straße                     | Wolfgang, männlicher Vorname                                                                                                 | Die Benennung nach einem Vornamen erfolgte durch den in der Einleitung genannten Beschluss von 1895. |
| Zeppelinstraße                     | 6. Aug. 1907  | 9. Juli 1915  | → Tulpenweg                               | Ferdinand von Zeppelin, Luftschiffentwickler                                                                                 | |